# بولندا
بُولَندا أو بُولُونيَا (بالبولندية: Polska ) رسمياً الجُمهُورِيَّة البُولندِيَّة (بالبولندية: Rzeczpospolita Polska) هي دولة تقع في أوروبا الوسطى، وتحدّها غرباً ألمانيا؛ جمهورية التشيك وسلوفاكيا جنوباً؛ أوكرانيا، بيلاروسيا شرقاً؛ وبحر البلطيق ومنطقة كاليننغراد (أرض حبيسة روسية) وليتوانيا شمالاً. إجمالي مساحة بُولندا هو 312679 كيلومتراً مربعاً (120726 ميل مربع) مما يجعلها تحتل المركز الـ 69 الأكبر من حيث في العالم والمركز التاسع في أوروبا. ويبلغ عدد سكانها أكثر من (38,069,067) نسمة. بُولندا هي البلد الـ 34 بالنسبة للبلدان الأكثر سكاناً في العالم، والسادس بالنسبة للبلدان الأكثر اكتظاظاً بالسكان في الاتحاد الأوروبي، وعضو في مرحلة ما بعد الشيوعية من حيث عدد السكان في الاتحاد الأوروبي. بُولندا هي دولة وحدوية تنقسم إلى ستة عشر تقسيم إداري.
يرجح العديد من المؤرخين تأريخ إقامة الدولة البُولندِيَّة إلى 966، عندما كان ميشكو الأول، حاكم إقليم توازي تقريباً، مع انه في الوقت الحاضر بُولندا قد تحولت إلى المسيحية. فقد تأسست مملكة بُولندا في 1025 وعام 1569 بعد ما عززت جمعية سياسية طويلة الأمد مع دوقية لِيتوانيا من خلال التوقيع على اتحاد لوبلان، وتشكيل الكومنولث البُولندي اللِيتواني. توقف الكومنولث تدريجيا من الوجود في السنوات 1772-1795، عندما قُسمت الأراضي البُولندِيَّة بين بروسيا والإمبراطورية الروسية، والنمسا. استعادت بُولندا استقلالها (باسم: الجمهورية البولندية الثانية) في نهاية الحرب العالمية الأولى عام 1918.
بعد عقدين من الزمن، في سبتمبر 1939، بدأت الحرب العالمية الثانية مع غزو بُولندا من قبل ألمانيا النازية والاتحاد السوفياتي (كجزء من اتفاق مولوتوف ريبنتروب). توفي أكثر من ستة ملايين مواطن بولندي في الحرب. وفي عام 1944، شُكلت حكومة مؤقتة البُولندِيَّة المدعومة من السوفييت، والتي، بعد فترة من الصراع، واستفتاء وانتخابات مزورة، صارت الجُمهُورِيَّة البُولندِيَّة دولة تابعة للاتحاد السوفياتي. خلال ثورات عام 1989، أُطيح بالحكومة الماركسية اللينينية، اعتمدت بُولندا دستورًا جديدًا بترسيخ مكانتها دولةً ديمقراطيةً تحت اسم رزيكزبوسبوليتا، وغالبا ما يشار إليها باسم «الجُمهُورِيَّة البُولندِيَّة الثالثة» (بالبولندية: Trzecia Rzeczpospolita).
على الرغم من التدمير الواسع الذي شهدته بُولندا خلال الحرب العالمية الثانية، تمكنت من الحفاظ على الكثير من الثروة الثقافية. يوجد في البلاد 17 موقعًا للتراث العالمي لليونسكو، 15 منها ثقافي. و 54 آثر تاريخي. حققت منذ نهاية الفترة الشيوعية، بُولندا مرتبة «عالية جداً» في مجال التنمية البشرية.

## التاريخ

### العصور ما قبل التاريخ

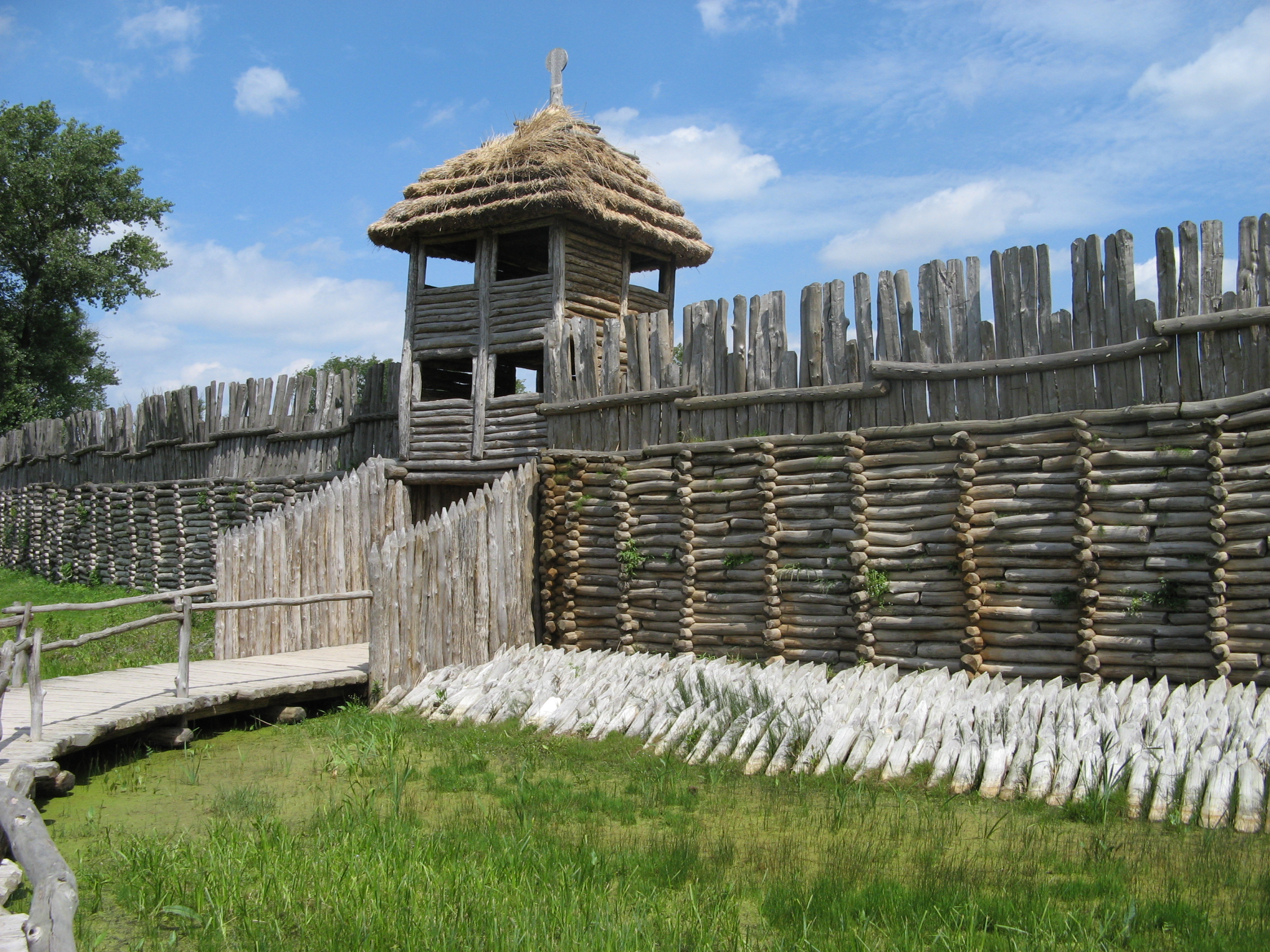
إعادة بناء من العصر البرونزي، مستوطنة الثقافة اللوساتية في بيسكوبين، القرن الثامن قبل الميلاد

استقر الإنسان القديم وأنواع الإنسان المنتصب الأول في العصر الحجري في ما كان سيصبح بولندا منذ حوالي 500000 عام، على الرغم من أن المناخ المعادي الذي أعقب ذلك منع البشر الأوائل من تأسيس المزيد من المعسكرات الدائمة. هناك أدلة على أن مجموعات متفرقة من إنسان نياندرتال الصيادين والجامعين قد اخترقت المناطق الجنوبية البولندية خلال العصر الجليدي في إيميان (128000-115000 قبل الميلاد) وفي آلاف السنين اللاحقة. تزامن وصول الإنسان العاقل والإنسان الحديث من الناحية التشريحية مع الانقطاع المناخي في نهاية العصر الجليدي الأخير (10000 قبل الميلاد)، عندما أصبحت بولندا صالحة للسكن. أشارت الحفريات من العصر الحجري الحديث إلى تطور واسع النطاق في تلك الحقبة؛ اكتشف أقدم دليل على صناعة الجبن الأوروبية (5500 قبل الميلاد) في كويافيا البولندية،  وقد تم نقش وعاء برونوسيس بأقدم رسم معروف لما يمكن أن يكون عربة بعجلات (3400 قبل الميلاد).
تميزت الفترة الممتدة بين العصر البرونزي والعصر الحديدي المبكر (1300 قبل الميلاد - 500 قبل الميلاد) بزيادة الكثافة السكانية، وإنشاء قرى صغيرة (الغوردات) وتوسع الثقافة اللوساتية، التي تربطها علاقات قوية بالثقافة المادية الشمالية والهالستاتية من الاكتشافات الأثرية الهامة من التاريخ البدائي لبولندا هي مستوطنة محصنة في بيسكوبين، تُنسب إلى الثقافة اللوساتية في العصر البرونزي المتأخر (منتصف القرن الثامن قبل الميلاد).
طوال العصور القديمة (400 قبل الميلاد - 500 بعد الميلاد)، سكنت العديد من الجماعات العرقية القديمة المتميزة أراضي بولندا الحالية، ولا سيما قبائل القلط والسكيثيا والجرمان والسارماتيون والسلاف والبلطيق. علاوة على ذلك، أكدت الاكتشافات الأثرية وجود جحافل رومانية أُرسلت لحماية تجارة الكهرمان. ظهرت القبائل البولندية في أعقاب الموجة الثانية من عصر الهجرات حوالي القرن السادس الميلادي. كانت من أصل سلافي، ولكنها شملت أيضًا شعوبًا مندمجة كانت تقطن المنطقة سابقًا. قد تكون هذه المجموعات القبلية مرتبطة بثقافات البرزيورسك و والويلبارك السابقة. ابتداءً من أوائل القرن العاشر، سيطر البولانيون على القبائل الليشيتية الأخرى في المنطقة وشكلوا في البداية اتحادًا قبليًا ثم دولة ملكية مركزية.

### سلالة بياست

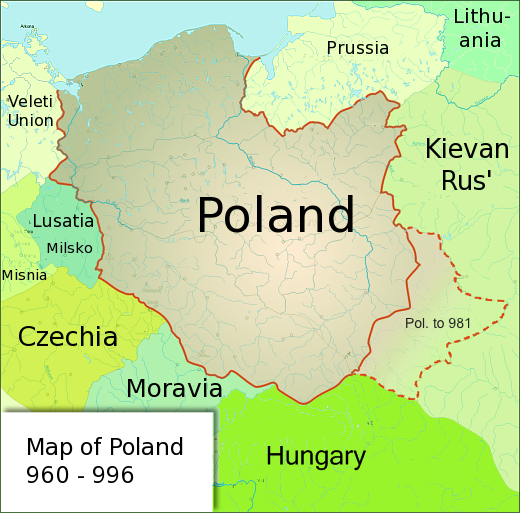
بولندا تحت حكم الدوق ميسكو الأول، الذي كان قبوله للمسيحية تحت رعاية الكنيسة اللاتينية ومعمودية بولندا بمثابة بداية للدولة في عام 966

بدأت بولندا في تشكيل كيان موحد وإقليمي معترف به في منتصف القرن العاشر تقريبًا تحت حكم سلالة بياست. يُعد ميشكو الأول أول حاكم بولندي موثق تاريخيًا، حوّل ميشكو ديانته إلى المسيحية في على مذهب الكنيسة اللاتينية الغربية في حدث معروف باسم معمودية بولندا في عام 966، والذي أسَّس حدوداً ثقافية رئيسية في أوروبا تستند إلى الدين. وقد أكمل توحيد الأراضي القبليّة السلافية الغربية التي كانت أساسية لوجود دولة بولندا الجديدة. في عام 1000، عقد بوليسلاف الأول الشجاع، استمرارًا لسياسة والده ميسكو، مؤتمراً دبلوماسياً وأنشأ مدينة غنيزنو تلاها إنشاء أبرشيات في كراكوف وكولوبرزيغ وفروتسواف. وواصل فتوحاته الإقليمية وتُوِّج رسميًا عام 1025 كأول ملك لبولندا.

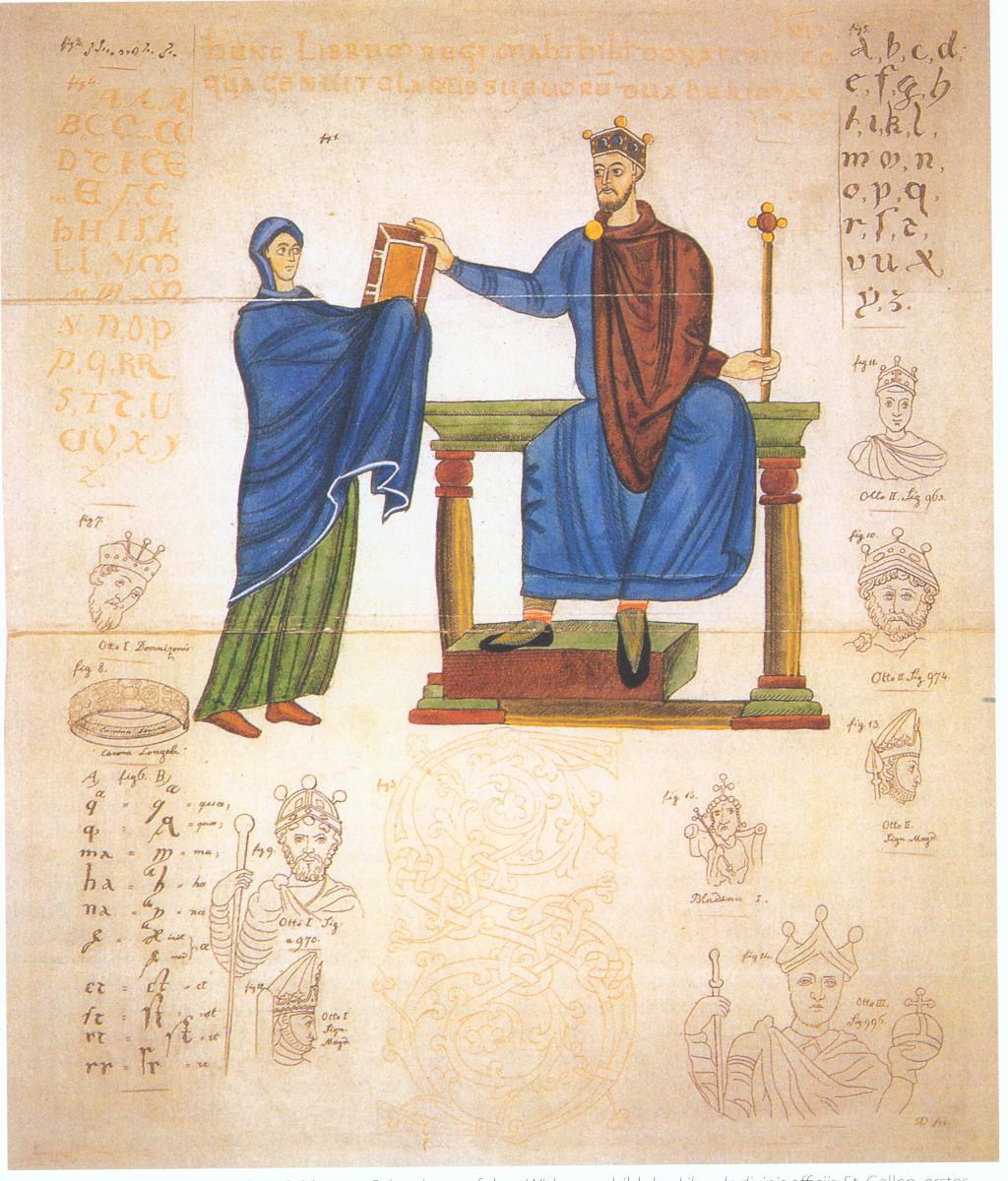
أقدم رسم معاصر معروف لملك بولندي، ملك بولندا ميسكو الثاني لامبرت، الذي حكم بين عامي 1025 و 1031

فقد ابنه ميسكو الثاني لامبرت لقب الملك وهرب وسط الصراعات على السلطة عام 1031، لكنه أُعيد إلى منصب الدوق عام 1032. انهارت الملكية الأولى لسلالة بياست بوفاة ميشكو الثاني لامبرت عام 1034، أدت الاضطرابات إلى نقل العاصمة إلى كراكوف عام 1038 من قبل كاسيمير الأول المرمم ‏. تلاها إعادة إحياء السلالة عام 1042 في عهد كازيمير الأول. وفي خضم هذه العملية، ضاعت الحق الملكيّ للحكام البولنديين، وعادت الدولة إلى دولة يحكُمها الدوقات. في عام 1076، أحيا بوليسلاف الثاني الجريء، ابن الدوق كازيمير، الحزم العسكري لجيش بوليسلاف الأول، ولكنه لكنه نُفي في عام 1079 لقتله خصمه أسقف ستانيسلاوس في شتيبانوف والذي أُعلن بعد ذلك شهيدًا وقديسًا شفيعًا.
في عام 1109، هزم بوليسلاف الثالث وريماوث ملك ألمانيا هنري الخامس في معركة هوندسفيلد ‏، وبذلك أوقف تقدم ألمانيا إلى بولندا. وثق جالوس أنونيموس ‏ الاشتباك في جيستا برينسم بولونوروم، أقدم تاريخ بولندي.
في عام 1138، انقسمت بولندا إلى عدة إمارات أصغر عندما قسم بوليسلاف أراضيه بين أبنائه. ضمت هذه دوقيات بولندا الصغرى، وبولندا الكبرى، وسيليزيا، وماسوفيا، وصاندومير، مع بوميرانيا التي يحكمها الاقطاعيون. سمح التقسيم لكل مقاطعة بتطوير هويتها الثقافية وثروتها الخاصة، لكنه جعل البلاد أكثر ضعفًا عسكريًا. في عام 1226، دعا كونراد الأول الماسوفي، أحد الدوقات الإقليميين، فرسان تيوتون للمساعدة في محاربة وثنيي بروس البلطيق؛ وهذا قرار أدى إلى قرون من الحرب مع الفرسان. ضُمت أجزاء كبيرة من بُولندا إلى الإِمبِراطُورِيَّة الرُومانِيَّة المُقدَّسة عام 1163
.وتعرضت لضربة قاسية عام 1241 عندما اكتسحها المغول بقيادة باتو خان وأبدت الإمارات الجنوبية ولم ينفع جيش ألماني بُولندي من إيقافهم في معركة ليغنيتسا.
في منتصف القرن الثالث عشر، نجح فرع سيليزيا من سلالة بياست (هنري الأول الملتحي وهنري الثاني الورع) تقريبًا في توحيد الدوقات. أعاقت جهودهم المغول، الذين نهبوا المناطق الجنوبية والشرقية من بولندا، وهزموا القوات البولندية المشتركة في معركة ليجنيكا (1241) حيث قُتل هنري الثاني. هاجم المغول مرتين أخريين في النصف الثاني من القرن، لكنهم هزموا وطردهم البولنديون. في عام 1264، قدم قانون كاليس ‏، أو الميثاق العام للحريات اليهودية، حقوقًا غير مسبوقة لليهود البولنديين، مما أدى إلى شبه الاستقلال الذاتي «للأمة داخل الأمة». بدأت المدن في النمو خلال هذه الفترة ومنحت المستوطنات الجديدة امتيازات المدينة بموجب قانون ماغديبورغ، الذي فضل أيضًا الهجرة الألمانية إلى بولندا.

### سلالة ياغيلون
في عام 1385، كان من المتوقع أن تتزوج جادويغا من فيلهلم دوق النمسا، لكن اللوردات النبلاء كانوا متخوفين من الزيجة معتقدين أنها لن تؤمن المصالح الوطنية ضد آل لوكسمبورغ، الذين سيطروا على بوهيميا وبراندنبورغ.
وفي النهاية تزوجت من الدوق الليتواني الكبير يوغيلا (Władysław II Jagiełło)، وبالتالي شكلت سلالة ياغيلون (1386-1572) والاتحاد البولندي الليتواني الذي امتد لأواخر العصور الوسطى وأوائل العصر الحديث. جلبت الشراكة الأراضي الليتوانية الشاسعة متعددة الأعراق إلى دائرة نفوذ بولندا وأثبتت أنها مفيدة للبولنديين والليتوانيين، الذين تعايشوا في واحدة من أكبر الكيانات السياسية الأوروبية في ذلك الوقت.

### الكومنولث البولندي الليتواني
بعد إعادة توحيد البلاد تدريجياً في القرن الخامس عشر، أُعلن قيام الوحدة عام 1447 مع ليتوانيا.

### التقاسم
قُسمت بُولندا ثلاث مرات في الأعوام 1772، 1793 و1795 (وآخرها كان بعد انتفاضة تاديوش كوسيوسكو). بعد هزيمة نابُلِيُون، اتفقت الدول المنتصرة: النِّمسا، پُرُوسِيا ورُوسِيا على تقسيم بُولندا نهائياً فيما بينهم عام 1815. هكذا أضحى البُولنديون شعباً بلا دولة حتى إعلان قيام مملكة بُولندا مجدداً عام 1916 في خضم أحداث الحرب العالمية الأولى 1914 - 1919.

### الجمهورية البولندية الثانية
أُعلنت الجُمهُورِيَّة عام 1918 وفي السنوات اللاحقة ضم أراضي بُولندِيَّة سابقة للدولة. في فترة ما بين الحربين العالميتين 1919 - 1939، عاشت بُولندا حالة من عدم الاستقرار السياسي والاقتصادي، ساعد ضعفها في السيطرة على الأوضاع في مواجهة التهديد السوفيتي والألماني المستمر على ذلك. اتفاق عدم الاعتداء بين هِتلر وستالِين عام 1939، قسم الأراضي الواقعة بين بلديهما ومن ضمنها بُولندا.

### الحرب العالمية الثانية
هكذا أشعلت أَلمانيا فتيل الحرب العالمية الثانية بغزوها لبُولندا في 1 سبتمبر/أيلول 1939، حيث تقدمت القوات السوفياتية من جهة الشرق وأصبحت بُولندا خلال أيام معدودة غير موجودة على خريطة البلاد الأوروبية.

### شيوعية ما بعد الحرب
لكن سرعان ما أعلنت الحرب على الاِتِّحاد السُّوفِياتِي عام 1941 واستولت لاحقاً على شرق بُولندا أيضاً. تمكنت القوات السُّوفِياتية من هزيمة القوات الألمانية وبسط السيطرة السُّوفِياتية على بُولندا مجدداً عام 1945 (راجع حكومة الوحدة الوطنية المؤقتة). بدأ السُّوفِييت ببناء الدولة البُولندية الجديدة على الطريقة السُّوفِييتية الشيوعية. فأصبحت بُولندا جُزءٍ من الكتلة الشرقية ففي عام 1952 أُعلنت بُولندا كجُمهُورِيَّة شعبية بدستور جديد وفي عام 1955 أُسس حلف وارسُو.

### من عام 1990 إلى اليوم

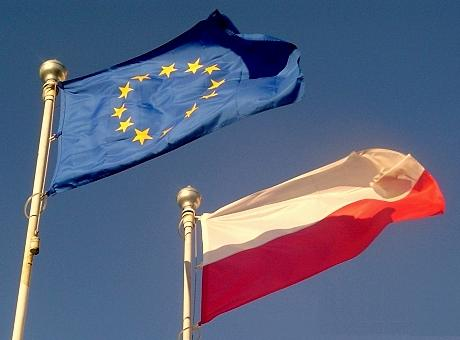
علمي بولندا و الاتحاد الأوروبي. أصبحت الدولة عضوًا في مجتمع الدول الأوروبية في 1 مايو 2004

بدأت الحركة الديمقراطية بالصعود في بداية الثمانينات إلى أن تمكنت عام 1989 من تشكيل أول حكومة بدون رئيس شيوعي. ليخ فاونسا أصبح عام 1990 أول رئيس منتخب للبلاد. أعلنت بُولندا، هنغاريا وتشيكوسلوفاكيا عام 1991 رغبتهم في الانضمام إلى الغرب. أصبحت بُولندا في نفس العام عضوا بالمجلس الأوروبي، عام 1999 بحلف شمال الأطلسي (الناتو) وفي يوم 1 مايو 2004 أصبحت بُولندا عضوا في الاتحاد الأوربي.
في انتخابات 2015، نجح حزب المعارضة القانون والعدالة (PiS).

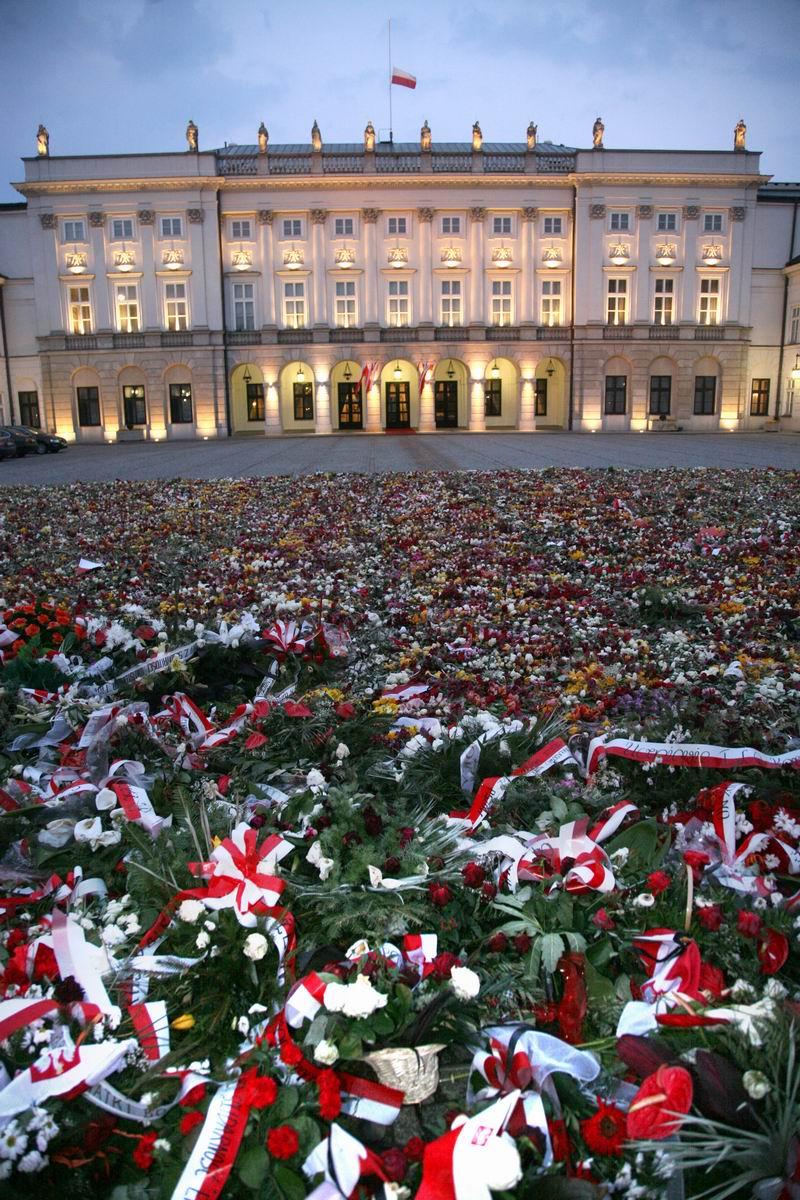
الزهور أمام القصر الرئاسي بعد وفاة كبار المسؤولين الحكوميين في بولندا في حادث تحطم طائرة فوق سمولينسك في روسيا، 10 أبريل 2010

## الجغرافيا

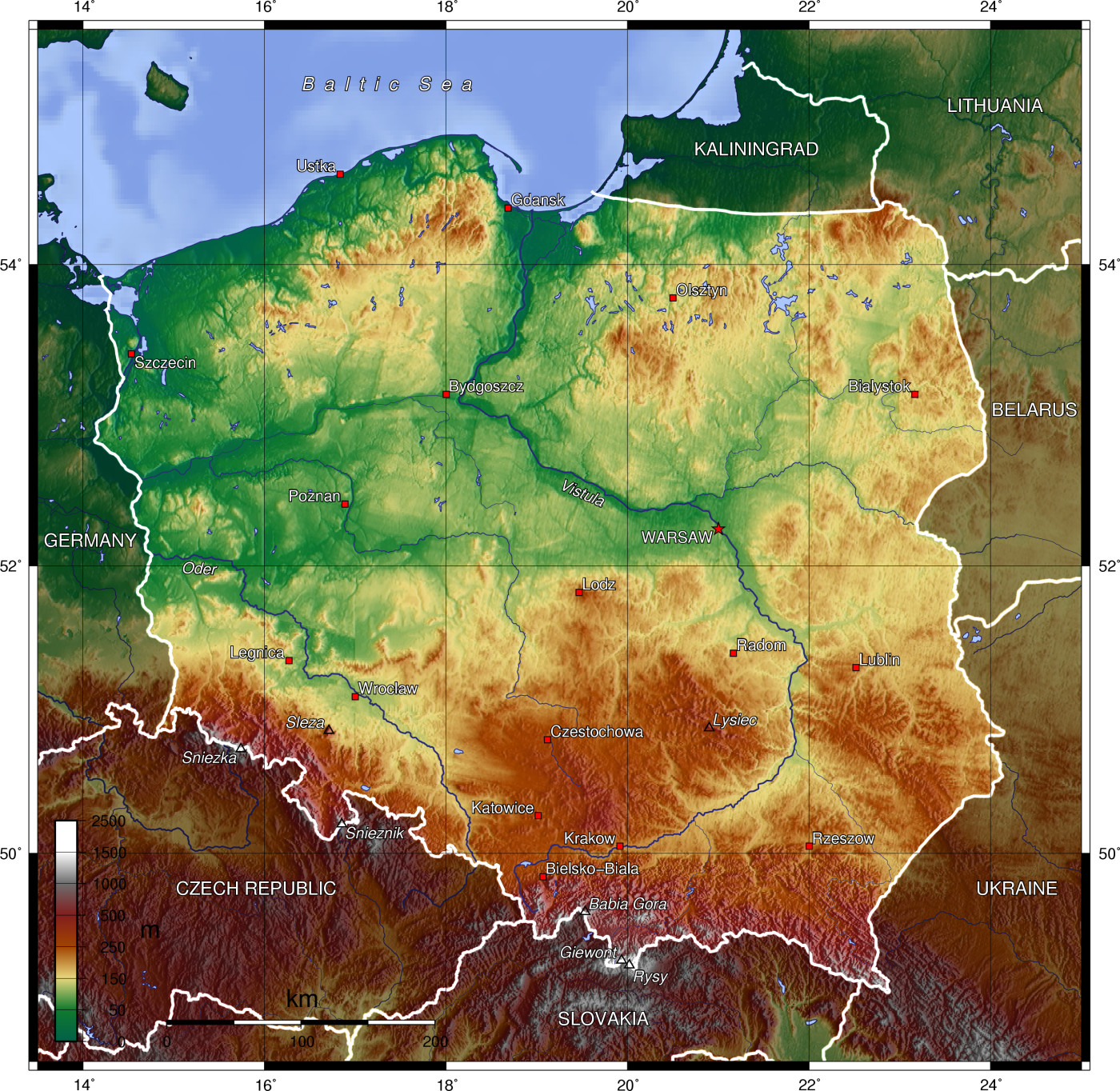
خريطة طبوغرافية بولندا

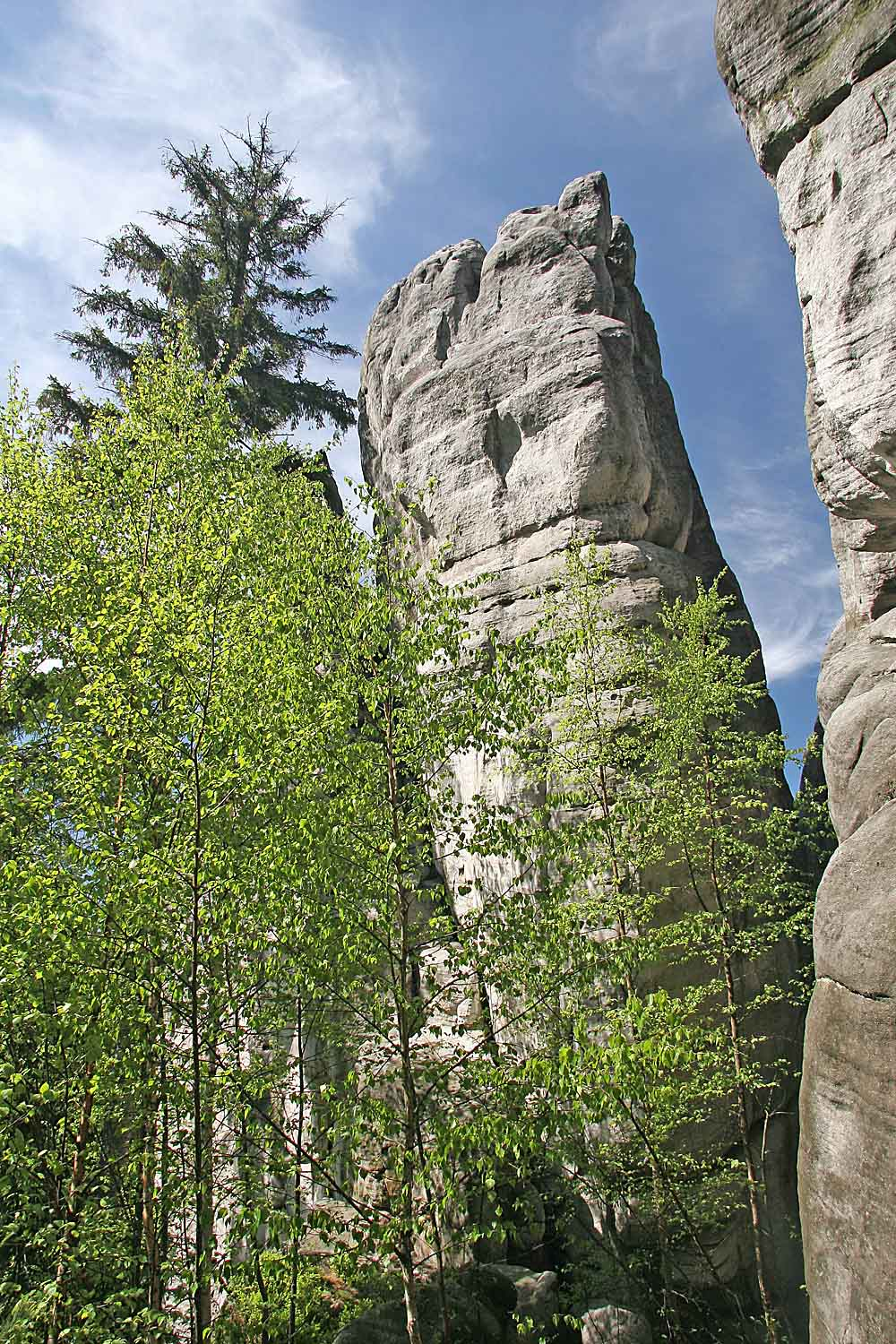
محمية وطنية "هويشويرجيبرجه".

تغطي بولندا مساحة إدارية قدرها 312,722 كم 2 (120,743 ميل مربع)، وهي تاسع أكبر دولة في أوروبا. تتكون مساحة اليابسة من حوالي 311,895 كم 2 (120,423 ميل مربع) من أراضي البلاد، و2,041 كم 2 (788 ميل مربع) من المياه الداخلية و8,783 كم 2 (3,391 ميل مربع) من المياه الإقليمية. من الناحية الطبوغرافية، تتميز المناظر الطبيعية في بولندا بأشكال أرضية متنوعة ومسطحات مائية ونظم بيئية. تقع المنطقة الوسطى والشمالية المطلة على بحر البلطيق داخل سهل أوروبا الوسطى المسطح، ولكن جنوبها جبلي وتلال. ويقدر متوسط الارتفاع فوق مستوى سطح البحر بنحو 173 مترًا. أراضي بُولندا تكون منطقة طبيعية انتقالية بين المناطق المنخفضة في شرق أوروبا والمناطق المنخفضة في شمال ألمانيا. طبيعة البلاد في الشمال سهلية بينما تزداد المرتفعات كلما اتجهنا جنوباً. تشكل سلسلتي جبال السوديت وكارباتي حدود بُولندا الطبيعية مع جُمهُورِيَّة التِشِيك وسلُوفاكِيا. أعلى جبل هو جبل ريسي (Rysy) بارتفاع قدره 2499 متر. نهر فيسوا هو أطول نهر، نهر أودر يكون الحدود الطبيعية مع ألمانيا. تغطي الغابات 28% من مساحة البلاد. المناخ بشكل عام معتدل، ويصبح قاريا كلما اتجهنا شرقاً وخاصة جنوب شرق. تقع بُولندا وسط قارة أوروبا، ويحدها بحر البلطيق من الشمال، وسلوفاكيا وجمهورية التشيك من الجنوب، وروسيا من الشرق والشمال الشرقي، وألمانيا من الغرب.
تضُمُّ أرضها ثلاثة أقسام، سهول شمالية، وتطل على بحر البلطيق بطول يصل إلى 500 كم²، وتشرف على مجموعة من البحيرات الساحلية، تمتد من مصب نهر أودر إلى خليج دانرنج، والقسم الساحلي من هذه السهول قليل الخصوبة تتخلله الكثبان الرملية، أما القسم الجنوبي من السهول فيعد أكثر خصوبة نسبياً، وإن كانت تربته تتكون من الركامات الجليدية، والقسم الثاني من أرض بُولندا هضبة قليلة الارتفاع مستوية السطح أثرت فيها التعرية الجليدية، ويليها القسم الثالث وهو المضرس من أرضها حيث القسم الشمالي من سفوح الكربات الغربية (الفودلاند). ينتمي مناخ بُولندا إلى النمط القاري البارد، وهذه السمة تأتي من موقعها المتطرف، وبعدها عن المؤثرات الأطلنطية، فالشتاء بارد وتنخفض الحرارة في معظم مناطقها إلى ما دون الصفر، ويتساقط الثلج في معظم أيام الشتاء، ويثأثر المناخ بالرياح الباردة القادمة من الشمال، والصيف دافئ، والتساقط المطري معظمه صيفي، والمرتفعات الجنوبية أوفر مطراً من السهول في الشمال.

### المناخ

خريطة تصنيف مناخ كوبن-جايجر لبولندا

يسود بُولندا مناخ معتدل، ومن أبرز خصائصه هو التغير الكبير في أحوال الطقس من يوم لآخر ومن سنة لأخرى، نتيجة لتأثيرات الكتل الهوائية الدافئة الرطبة القادمة من البحر والمحيط الأطلنطي وتصادمها مع الكتل الهوائية الباردة الجافة القارية القادمة من أعماق القارتين الأوربية والآسيوية. بشكل عام يسود طقس معتدل بحري الجزء الغربي من بُولندا مع تغير في نسبة الرطوبة صيفا وزيادة في هطول الأمطار. أما الجزء الشرقي فيسوده طقس قاري مع تغيرات حادة أو حرارة شديدة مع طقس صيفي جاف. أكثر المناطق دفئا هي الواقعة في الجنوب الغربي من بُولندا في الجزء الغربي من منخفض ساندومير. وأشد المناطق في بُولندا برودة هي الواقعة في الشمال الشرقي أي الجزء المسمى منطقة السوفاوكى، والمسمى بأرض القطب البُولندي البارد.
تعد تربة بُولندا دافئة ورطبة وان كان يحدث أحيانا أن تصبح في غاية البرودة وذلك حينما تنخفض درجة الحرارة إلى أقل من ᶜ10 درجات تحت الصفر. ويتراوح متوسط درجات الحرارة في شهر يناير فيما بين ᶜ1.0- درجة في الغرب إلى ᶜ4.5- درجة في الشرق و ᶜ5.5- في الشمال الشرقي. أما في الصيف فتصبح درجة الحرارة لطيفة مع سقوط أمطار في أغلب الوقت وهبوب العواصف. وتصل درجة الحرارة في شهر يوليو إلى ᶜ17 درجة مئوية على الساحل و ᶜ20 درجة مئوية في الجنوب. أعلى معدل لسقوط الأمطار يكون في الجبال والمرتفعات. وأقصى معدل له يكون في فصل الصيف.

## السكان
البُولنديون يشكلون الغالبية العظمى بينما هناك أقليات غجر ألمانية، أوكرانية، ومن روسية البيضاء وغيرها. بين الجاليات الأجنبية المقيمة ويكون الفيتناميون هم الأغلبية، يتلوهم اليُونانِيُّون والمقدُونِيِّين. لقد خضع سكان بُولندا إلى العديد من عمليات النقل الجماعي أثناء سيطرة القوى المختلفة من جيرانها، وهم أكثر شعوب وسط أوروبا نمواً، ويتكون السكان من البُولندين وهم الغالبية العظمى من السكان، ثم أقليات ألمانية وروسية، ولقد قُتل وشرد منهم عدة ملايين في الحرب العالمية الثانية، وترتفع الكثافة السكانية في الجنوب وتقل في الشمال، وبدأ سكان المدن بالتزايد نتيجة الصناعة، وبُولندا الدولة الشيوعية الوحيدة التي تعترف بالتعليم الديني، فغالبية سكانها من الكاثوليك، وهذا عامل من عوامل مقاومة النفوذ الشيوعي الذي سقط أخيراً.

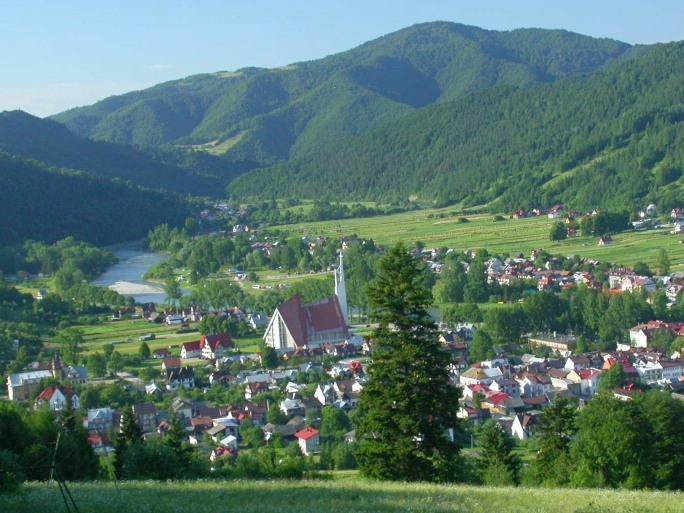
بلدة بينيني

بلغ عدد سكان بُولندا في اعتبارًا من 2021 حوالي 38.2 مليون نسمة، الأمر الذي يضعها في المركز 34 عالميا وهي تاسع دولة من حيث عدد السكان في أوروبا، فضلاً عن كونها خامس دولة من حيث عدد السكان في الاتحاد الأوروبي (وبنسبة 5.3% من سكان القارة الأوربية) وفي المركز السادس بين دول الاتحاد الأوربي (أي بنسبة 8.4% من سكان دول الاتحاد الأوربي 25) من ناحية الكثافة السكانية إذ تبلغ الكثافة السكانية فيها 122 نسمة في كم مربع.
نسبة 61.5% من إجمالي عدد السكان يسكنون المدن البولندي، ومن أكبر المدن العاصمة وارسو والتي يبلغ عدد سكانها 1689,6 ألف نسمة (يمثلون 4.4% من إجمالي عدد السكان في بولندا) ومن المدن الكبرى الأخرى يأتي على الترتيب مدينة وودج (779.1 ألف نسمة)، وكراكوف (757.7 ألف نسمة) وفروتسواف (637.5 ألف نسمة) وبوزنان (574.1 ألف نسمة) وغدانسك (461.0 ألف نسمة) وشتيتشن (414.0 ألف نسمة) وبيدغوش (370.2 ألف نسمة) ولوبلين (356.6 ألف نسمة) وكاتوفيتسه (322.3 ألف نسمة).
تبلغ نسبة الذكور في المجتمع البولندي 48.4% بينما تبلغ نسبة الإناث 51.6% ويبلغ متوسط العمر للرجال 70.5 سنة في حين يبلغ عند النساء 78.9 سنة.

### اللُّغة
اللُّغة الرسمية هي اللُّغة البولندية، إحدى أكبر اللغات الليختية؛ التي تعود تسميتُها إلى قبائل الليختيين (Lechites) أجداد البولنديين الحاليين؛ وتعد اللغات الليختية فرعاً من أسرة اللغات السلافية الغربية؛ التي تنتمي إلى اللُّغة الهندو أوروبية إحدى أكبر أسر اللغات.
الكثير من اللغات السلافية تكتب بالأبجدية السيريلية؛ وتُكتب اللغة البُولندية بالأبجدية اللاتينية، مع إضافة تسعة حروف مميزة ذات علامات تشكيلية، تُميز الأبجدية البُولندية. ويمكن أيضاً كتابة اللغة البُولندية باللغة الأبجدية العربية؛ حيثُ اعتمد في القرن 16 أو 15 نمط الكتابة العربية.
اللُّغة البُولندِيَّة هي واحدة من اللغات الرسمية في الاتحاد الأوروبي؛ وتشير التقديرات إلى أن اللغة البُولندية هي اللُّغة الأم لحوالي 44 مليون شخص في العالم.

### الدين
وفقًا لإحصائيات كتاب حقائق العالم عام 2011 حوالي 94.3% من البولنديين هم مسيحيين، ويَتبع 87.0% من السكان الكنيسة الرومانية الكاثوليكية. هناك أيضاً أقليات أورثوذكسية وبروتستانتينية ومسلمة ويهودية. تم تنصيب الكاردينال كارول جوزيف فوتيلا أسقفاً على كراكوف ليصبح فيما بعد البابا يوحنا بولس الثاني البابا الرابع والستون بعد المائتين للكنيسة الكاثوليكية بالفاتيكان عام 1978 وقام بدعم الصحوة الدينية في البلاد وخاصة إبان الحكم الشيوعي.
تُعد بولندا واحدة من أكثر الدول تدينًا في أوروبا، حيث يشارك الكاثوليك البولنديون في الأسرار السبعة المقدسة بشكل أكثر من نظرائهم في معظم دول أوروبا الغربية وأمريكا الشمالية. وكشفت دراسة أجرتها الكنيسة في عام 2009 أن 80% من البولنديين يذهبون إلى الاعتراف مرة واحدة في السنة على الأقل، وتتراوح معدلات حضور الشعائر الدينية بين 52% إلى 60%، كما أنَّ البلاد تضم أكبر تجمع للشبّان المسيحيين المتدينين في الإتحاد الأوروبي، وبالتالي لا تزال بولندا واحدة من أكثر البلدان في أوروبا عامًة والإتحاد الأوروبي خاصًة تدينًا.

### الأعياد والعطل
العطل الرسمية هي:
- رأس السنة الميلادية (الأول من كانون الثاني/يناير)
- عيد الفصح
- عيد العمال (1 أيار/مايو)
- يوم الدستور (3 أيار/مايو)
- عيد العنصرة (سابع خميس بعد عيد الفصح)
- عيد القربان (تاسع خميس بعد عيد الفصح)
- عيد الصعود (15 آب/اغسطس)
- عيد جميع القديسين (الأول من تشرين الثاني/نوفمبر)
- ليلة وعيد الميلاد المجيد (25-26 كانون الأول/ديسمبر)
- عيد الاستقلال 11 تشرين الثاني/نوفمبر.

## السياسة

### النظام السياسي
أصبحت بولندا بعد انتهاء الحقبة الشيوعية دولة ديمقراطية برلمانية. البرلمان البولندي (Zgromadzenie Narodowe) مكون من مجلسين اثنين: مجلس الأعيان (Senat) وبه 100 عضو ومجلس النواب (Sejm) وبه 460 عضو. رئيس الحكومة هو رئيس الوزراء الذي يعين من رئيس الدولة اعتماداً على نتائج الانتخابات النيابية. أهم الأحزاب البولندية:
1. القانون والعدالة (PiS): يميني متطرف-كاثوليكي: الآن ثاني أكبر حزب في بولندا
2. تحالف اليسار الديمقراطي (SLD): يساري
3. القاعدة المدنية (PO): وسط
4. حزب الشعب PSL: حزب الفلاحين (وسط)

الأحزاب الفلكلزرية
1. اتحاد السياسة الواقعة (UPR): يمني - محافظي-ليبرالي: عنوان في النت:www.upr.org.pl
2. اتحاد العمل (UP): يساري

### السياسة الخارجية
كانت بولندا تتبع الاتحاد السوفياتي فيما يتعلق بالسياسة الدولية بين 1945 - 1990. كان
هناك برنامج تعاوني اقتصادي مكثف يُعرف باسم الكوميكون بين دول الكتلة الشيوعية من ضمنها بولندا. استمر تطبيع العلاقات بين ألمانيا وبولندا عقود عدة بعد الحرب، إلى أن وُقعت أخيراً عام 1990 اتفاقية ترسيم الحدود بين البلدين، اعترفت بموجبها ألمانيا بحدود بولندا التي كانت دائماً موضع خلاف بين البلدين. قامت بولندا عام 1972 بإنشاء علاقات دبلوماسية مع ألمانيا الغربية. بعد انهيار الاتحاد السوفياتي وسقوط الحكم الشيوعي في بولندا، أصبحت البلاد تتبع سياسة موالية للغرب وداعية للانضمام إلى المنظمات والاتفاقيات الدولية والأوروبية. البلد التي كانت يوماً ما تحتضن حلف وارسو أصبحت عام 1999 نفسها عضوا
بحلف شمال الأطلسي (الناتو). يرى الاتحاد الأوروبي في بولندا بلداً واعداُ وخاصة في مجال الزراعة، الذي قد يجيء بالخيرات على الاتحاد، علماً بأنها الأكبر من حيث المساحة والسكان بين الدول العشر المنضمة عام 2004 للاتحاد، التي من ضمنهم بولندا.

### التقسيم الإداري وأهم المدن

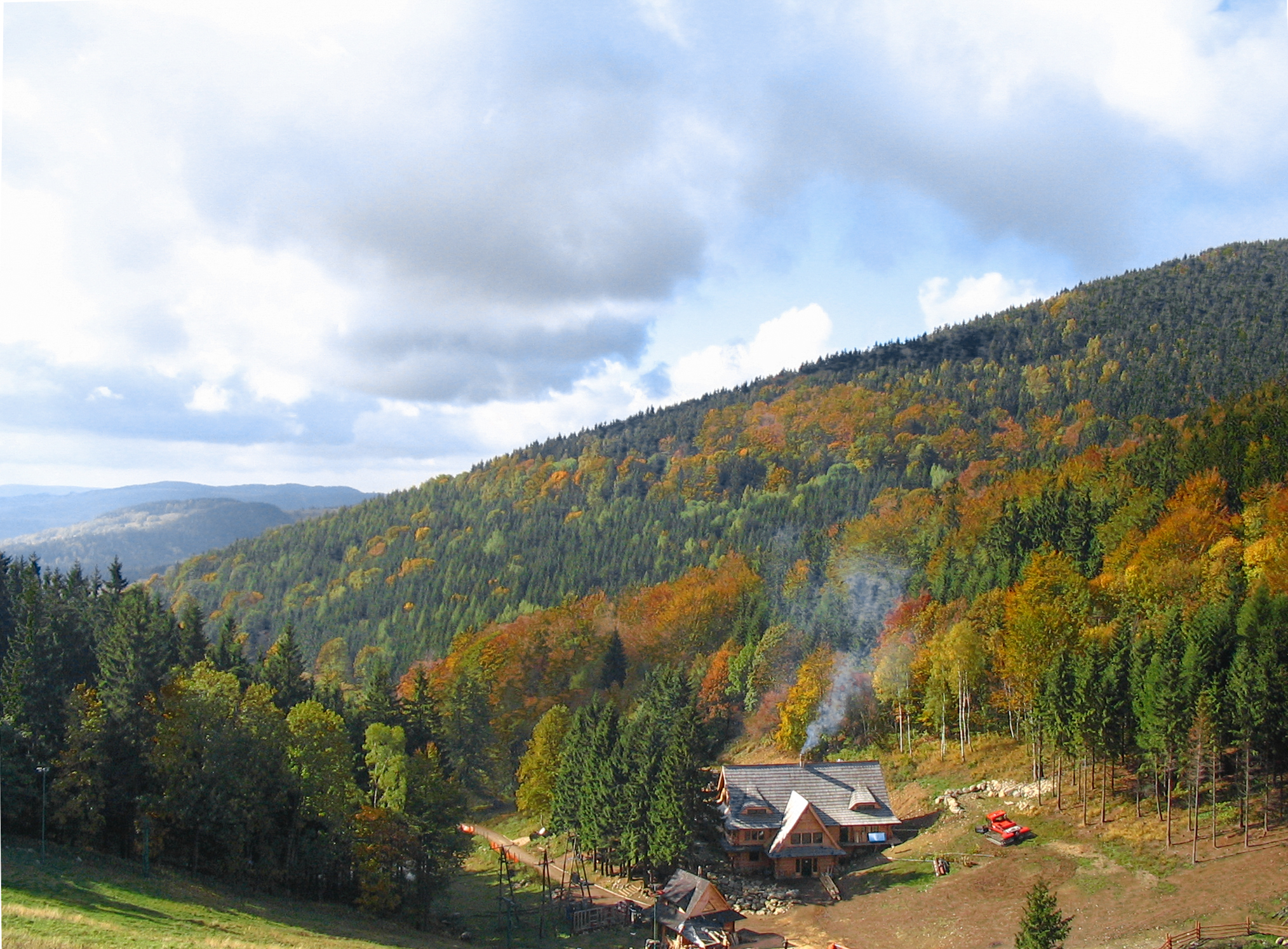
الطبيعة في بولندا خلال فصل الخريف.

منذ إعادة التقسيم الإداري عام 1999 والبلاد مقسمة إلى 16 محافظة (województwo). كل منها له برلمانها الخاص وحكومتها ورئيسين واحد معين (Wojewoda) من الحكومة المركزية وواحد منتخب (Marszałek) من البرلمان. المقاطعات البولندية هي:
| | |                                                                                                  | |
| 1. فارمينسكو-مازورسكي warmińsko-mazurskie 2. بولندا الكبرى wielkopolskie 3. شفينتوكشيسكي świętokrzyskie 4. سوبكارباتيا podkarpackie | 1. بولندا الصغرى małopolskie 2. كويافسكو-بومورسكي kujawsko-pomorskie 3. لوبوسكي lubuskie 4. ودزكي łódzkie | 1. لوبيلسكي lubelskie 2. مازوفيتسكي mazowieckie 3. دولنوشلنسكي dolnośląskie 4. أوبولسكي opolskie | 1. بودلسكي podlaskie 2. بومرسكي (بومرن) pomorskie 3. شلنسكي (شليزين) śląskie 4. زاخودنيبومورسكي (غرب بومرن) zachodniopomorskie |

أكبر المدن هي العاصمة وارسو (1,689,600 نسمة/عام 2003) تليها: ودتش (777,500 نسمة/عام 2003)، كراكاو (750,000 نسمة/عام 2003)، فروتسلاو (638,401 نسمة/عام 2003)، بوزنان (578,900 نسمة/عام 2002)، غدانسك (461,400 نسمة/عام 2003) وشتاتشن (413,000 نسمة/عام 2004).... جيراردوف (40,000 نسمة/عام 2000).

## العلوم والتكنولوجيا

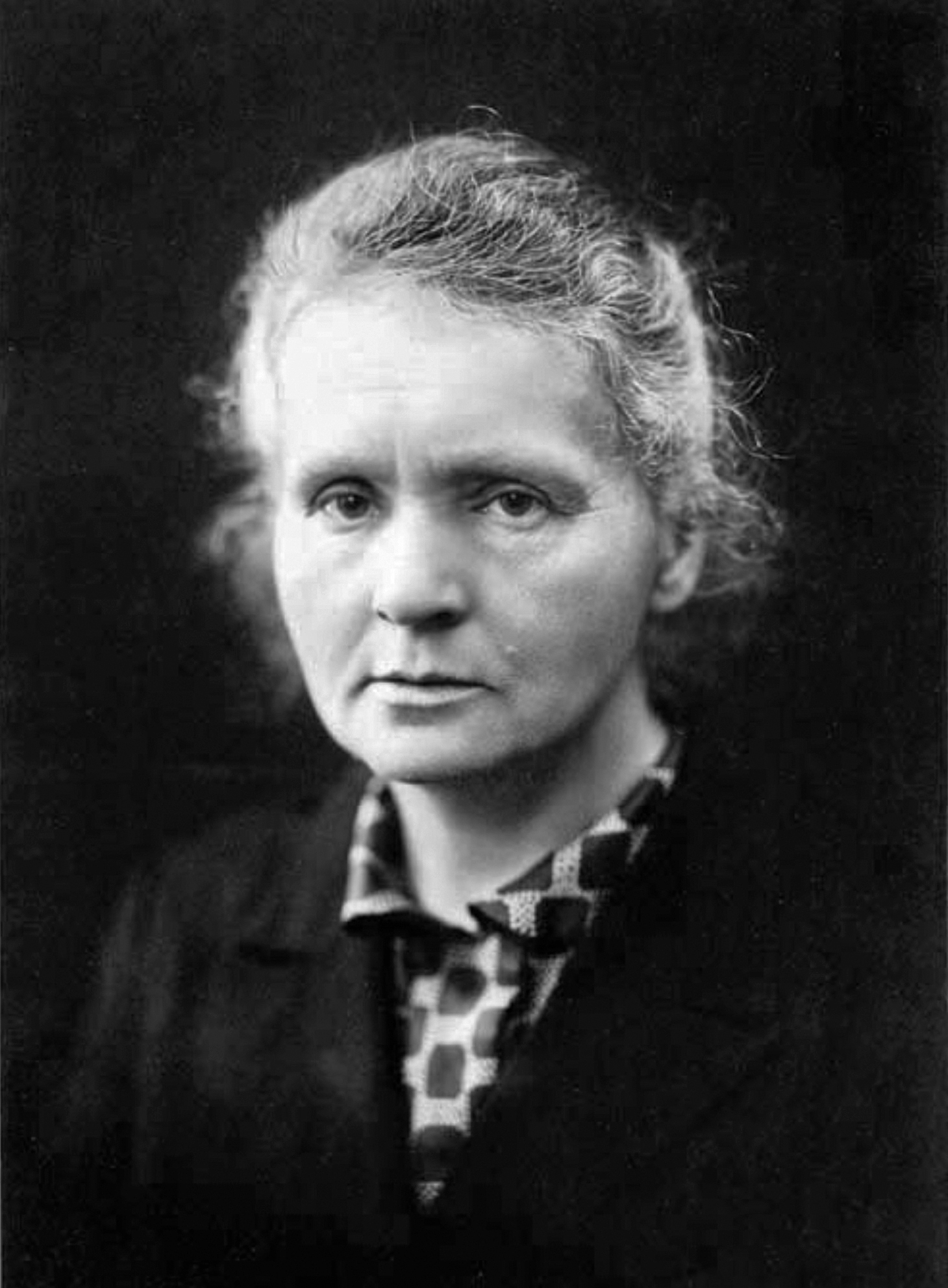
عالمة الفيزياء والكيمياء ماري كوري كانت أول شخص ينال مرتين جائزة نوبل. أسست أيضا معهد ماريا سكودوفسكا كوري الوطني لأبحاث الأورام عام 1925.

على مدار التاريخ، قدم الشعب البولندي مساهمات كبيرة في مجالات العلوم والتكنولوجيا والرياضيات. ولعل أشهر بولندي يدعم هذه النظرية هو نيكولاس كوبرنيكوس (Mikołaj Kopernik)، الذي أثار ما عٌرف بثورة كوبرنيكوس بعد أن وضع فرضية مركزية الشمس. كما استنبط نظرية كمية النقود ما جعله رائداً في علم الاقتصاد.تعتبر إنجازات واكتشافات كوبرنيكوس أساس الثقافة والهوية الثقافية البولندية. جاءت بولندا في المركز 41 في مؤشر الابتكار العالمي عام 2023، وتقدمت مركزاً واحداً في مؤشر عام 2024 لتصبح في المركز 40.

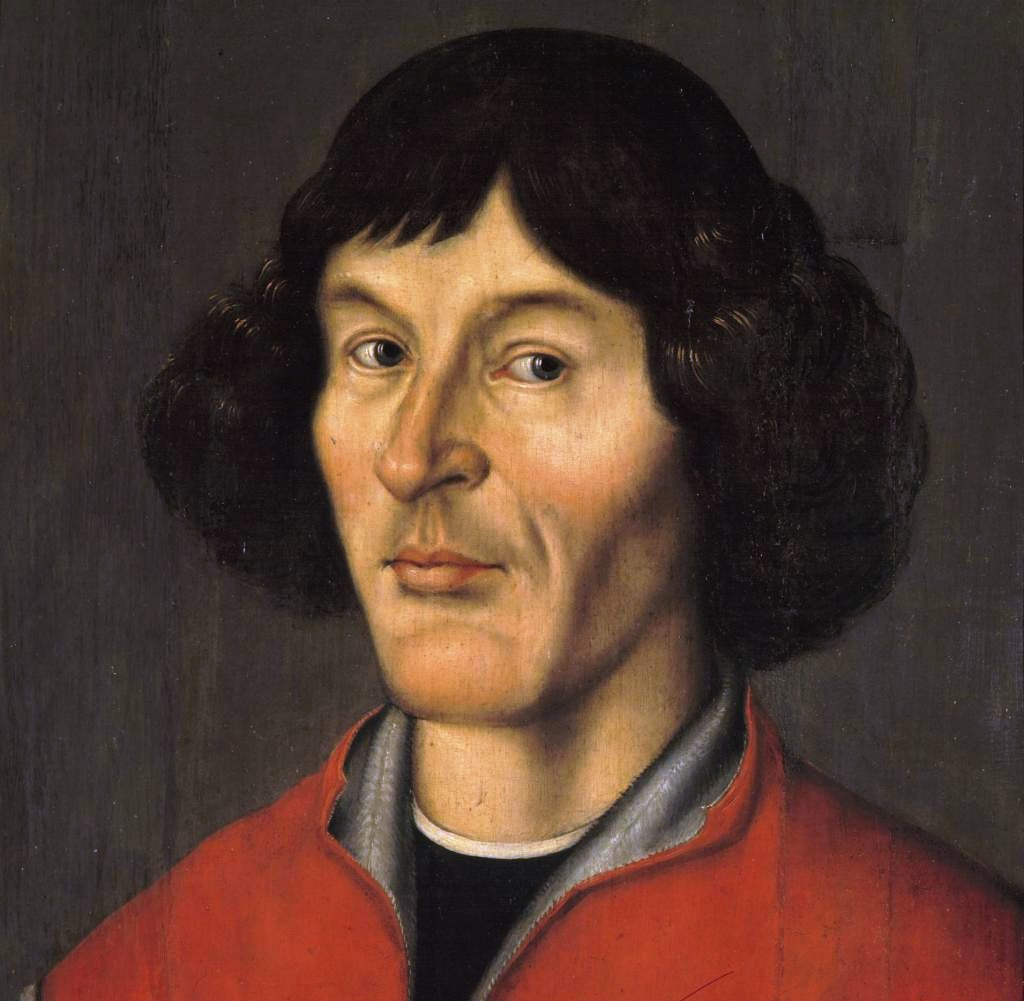
عالم الفلك البولندي نيكولاس كوبرنيكوس الذي صاغ نموذج مركزية الشمس للنظام الشمسي في القرن السادس عشر

توظّف مؤسسات التعليم العالي في بولندا بما فيها الجامعات التقليدية والمؤسسات التقنية والطبية والاقتصادية عشرات الآلاف من الباحثين والموظفين. هناك المئات من معاهد البحث والتطوير. ومع ذلك، في القرنين التاسع عشر والعشرين، عمل العديد من العلماء البولنديين في الخارج؛ ومن أهم هؤلاء المنفيين كانت ماري كوري، عالمة فيزياء وكيميائية عاشت معظم حياتها في فرنسا، أسّست عام 1925 معهد الراديوم في بولندا.
في النصف الأول من القرن العشرين، كانت بولندا مركزًا مزدهرًا للرياضيات. شكّل علماء الرياضيات البولنديون المتميزون مدرسة لفوف للرياضيات (منهم ستيفن باناخ، وستانيسلو مازور، وهوجو شتاين هاوس، وستانيسلو أولام) ومدرسة وارسو للرياضيات (منهم ألفريد تارسكي، كازيميرز كوراتوفسكي، فاتسواف شيربينسكي وأنتوني زيغموند). هاجر العديد من علماء الرياضيات والعلماء والكيميائيين والاقتصاديين بسبب التقلبات التاريخية، منهم بينوا ماندلبروت، ليونيد هورفيتش، ألفريد تارسكي، جوزيف روتبلت والحائزين على جائزة نوبل رولد هوفمان، وجورج تشارباك، وتاديوش رايخشتاين.

## الاقتصاد
اقتصاد بولندا صناعي زراعي وتساهم الصناعة بنصف الدخل القومي، وأهم الصناعات تتمثل في بناء السفن والسيارات والآلات الكيميائية وتكرير البترول والزجاج والمنسوجات، اما الزراعة فيعمل بها حوالي 32% من سكان بولندا وتشغل نصف مساحة البلاد، ومسموح في بولندا بالملكية الفردية، ويملك المزارعون 87% من الأراضي الزراعية، وتنتج 84% من الإنتاج الزراعي، وأهم الحاصلات القمح والشعير. هذا إلى جانب الشوفان والجودار، وهو المحصول الأول، والبنجر السكري، والبطاطس والخضر، وتغطي الغابات ربع مساحة بولندا، وكانت تصدر كميات كبيرة من المنتجات الخشبية وقلت الآن عن ذي قبل، وتوجد أفضل المراعي في جنوب بولندا، والثروة الحيوانية عنصر هام في اقتصادها، ومعظم ثروتها الحيوانية من الأبقار والخنازير.
تحول اقتصاد بولندا إلى اقتصاد السوق مع انهيار الحكم الشيوعي. توج هذا التحول في عام 2004 بانضمام البلاد إلى الاتحاد الأوروبي. تستخدم حوالي 60% من مساحة بولندا للزراعة لذا أضحى القطاع الزراعي أهم أعمدة الاقتصاد، الذي ينقصه الاستثمارات والإصلاح. أهم المنتجات الزراعية هي الحبوب، البطاطس، الشمندر السكري، الخضروات والفاكهة. من المتوقع أن تصبح بولندا أهم منتج زراعي في الاتحاد الأوروبي خلال الأعوام القادمة. تملك البلاد ثروة حيوانية ضخمة. الفحم بأنواعه، الخارصين والرصاص هي أهم المعادن المتواجدة في بولندا. أهم الصناعات هي الآلية، بناء السفن، تكرير النفط، الورق، المنسوجات، الكيميائية والإلكترونية. المدن والطبيعة البولندية تجذب مئات الآلاف من السياح سنوياً.
تعد بولندا بلداً مهماً فيما يتعلق بالتجارة والنقل بين شرق وغرب أوروبا، وبين البلقان وشمال أوروبا. شركة القطارات البولندية (Polskie Koleje Państwowe) تدير معظم شبكات السكك الحديدية في البلاد. هناك شبكة طرق برية كبيرة ولكن ينقصها الطرق السريعة. أهم الموانئ البحرية هي غدانسك، شتاتشن، غدينيا. شركة لوت (LOT) هي شركة الخطوط الجوية الوطنية.

## الثقافة
توصيل ثقافة بولندا بشكل وثيق مع معقد عام 1000 تاريخها [157] لها طابع فريد وضعت نتيجة لجغرافيتها عند التقاء الثقافات الأوروبية. مع جذور في ثقافة بروتو السلاف، مع مرور الوقت ثقافة البولندية قد أثرت بعمق العلاقات تتشابك مع العالمين الجرمانية، اللاتينية من والبيزنطية وكذلك في الحوار المستمر مع العديد من المجموعات والأقليات العرقية الأخرى التي تعيش في بولندا. [158] تقليديا ينظر إلى الناس من بولندا ومضياف للفنانين من الخارج وحريصة على متابعة الاتجاهات الثقافية والفنية الشعبية في بلدان أخرى. في القرنين 19 و 20 والبولندي التركيز على التطور الثقافي في كثير من الأحيان لها الأسبقية على النشاط السياسي والاقتصادي. ساهمت هذه العوامل في طبيعة تنوعا الفن البولندي، مع كل الفروق الدقيقة المعقدة. [158]

### شخصيات مشهورة
بولندا هي مسقط رأس العديد من الشخصيات المتميزة (انظر قائمة الشعب البولندي.)، منها: ميكولاج Kopernik، [159] Fryderyk شوبان، [160] [161] ماريا سكلودوفسكا كوري، [162] تاديوش كوسيوسكو، كازيميرز بولاسكي، جزف بيلسودسكي، ليخ فاليسا والبابا يوحنا بولس الثاني (كارول فويتيلا). كرس الرسام البولندي العظيم يناير Matejko فنه ضخمة إلى الأحداث التاريخية الأكثر أهمية على الأراضي البولندية، جنبا إلى جنب مع الكاتب المسرحي والرسام والشاعر ستنيسو Wyspiański. كان اللاعب Ignacy ستنيسو Witkiewicz (Witkacy) مثالا على فيلسوف البولندي الطليعية ومؤلف كتاب النظريات الجمالية.
يرجع تاريخ الأدب البولندي يعود إلى القرن 12th [163] ويشمل العديد من مشاهير الشعراء والكتاب مثل ميكولاج REJ، يناير Kochanowski، آدم ميكيفيتش، اللاعب Bolesław Prus، Juliusz Słowacki، فيتولد Gombrowicz، ستانيسلو ليم، كورنل Makuszyński، هنريك Sienkiewicz، فلاديسلاف ريمونت، اللاعب Czesław ميلوش. كان البولندية جوزيف كونراد كاتب ملحوظ من الأعمال باللغة الإنجليزية. [164]
تشمل العديد من المخرجين السينمائيين العالم الشهير البولندي الفائزين جوائز الاوسكار رومان بولانسكي، أندريه جدة، زبيغنيو Rybczyński، يانوش كامينسكي، كرزيستوف Kieślowski، أنيسكا هولندا. الممثلات معروفة خارج بولندا، وتشمل هيلينا Modjeska وبولا نيغري.

### المجتمع
بولندا لديها تقليد كبير، طويل الأمد من التسامح تجاه الأقليات، فضلا عن عدم وجود تمييز على أساس الدين أو الجنسية أو العرق. قبل الحرب العالمية الثانية، أصبحت الأقليات العرقية تمثل نسبة كبيرة من السكان البولنديين. حافظت بولندا على مستوى عال من المساواة بين الجنسين، وقد انشئت حركة حقوق الإعاقة ويعزز المساواة السلمية. كانت بولندا أول دولة في العالم تحظر العقاب البدني في جميع أشكاله [77] ، طوال معظم تاريخها الطويل، شهدت هجرة محدودة جدا من الخارج؛ هذا الاتجاه يمكن أن يعزى إلى حد كبير إلى رفض بولندا الرق وإلى عدم وجود المستعمرات في الخارج، فضلا عن احتلال أراضيها خلال معظم القرون 19th وأوائل 20th. على الرغم من هذا، فقد لفترة طويلة تم اعتبار البلاد وجود مجتمع متسامح جدا، مما يتيح المساواة في الحقوق لجميع الناس بغض النظر عن خلفياتهم العرقية. يمكن أن يقال هذا لوقف حد كبير من عهد الملك كازيمير الثالث العظمى وقبوله للجالية اليهودية في بولندا، في الوقت الذي توقفت معظم دول أوروبا في المزاج والإجراءات المعادية للسامية. تاريخ اليهود في بولندا يجسد التعايش السلمي للأمة مع مجموعة عرقية معينة.
اليوم، ما يقرب من 96.7٪ من المواطنين البولنديين تعلن أن البولنديين، و97.8٪ تعلن أنها تتحدث البولندية في المنزل (تعداد 2002). أصبح سكان بولندا واحدة من أكثر متجانسة عرقيا في العالم نتيجة لحدود تغير جذريا بعد الحرب العالمية الثانية والهجرات اللاحقة. هذا التجانس هو نتيجة الترحيل بعد الحرب العالمية الثانية بأمر من السلطات السوفيتية، الذين يرغبون في إزالة البولندية أقليات كبيرة من ليتوانيا وروسيا البيضاء وأوكرانيا والعودة إلى الوطن من الأوكرانيين من بولندا إلى الاتحاد السوفيتي (انظر التغيرات الإقليمية بولندا والديموغرافيا التاريخية بولندا للحصول على التفاصيل). على عكس العديد من البلدان الأخرى، ويضمن حقوق الأقليات العرقية في بولندا مباشرة من قبل دستور بولندا (المادة 35)، واليوم هناك، من بين أمور أخرى، والأقليات الألمانية والأوكرانية والبيلاروسية كبيرة في البلاد. [165]
في عام 2013، رفض البرلمان البولندي التشريعات المقترحة على الشراكات المدنية، التي غالبية المجتمع البولندي هي ضد، [166] ولكن للمرة الأولى أنها أعطت حق اللجوء لشخص مثلي الجنس من أوغندا على أساس التوجه الجنسي. [167 ] وفي استطلاع للرأي أجرته 2013 CBOS، كانت 72٪ من البولنديين ضد زواج المثليين، كانت 88٪ مقابل اعتماد الأزواج من نفس الجنس، وكانت 68٪ ضد مثليون جنسيا ومثليات يظهر علنا طريقتهم في الحياة. [166] وتحظر المادة 18 من دستور بولندا زواج المثليين. [168]
بعد انهيار الشيوعية رسميا في عام 1989، بولندا تحسنت كثيرا صورتها في العالم، وبالتالي تلقى المزيد من الدعم من النجاح الاقتصادي الأخير في البلاد ودخول الفعلي في الاتحاد الأوروبي (EU). وقد حصلت المواطنين البولنديين سمعة طيبة وعمال الصلب في الاتحاد الأوروبي، وذلك أساسا بسبب مجموعة واسعة من فرص العمل خارج حدود دولتهم، منذ عام 2004. نتائج لمنظمة الأمن والتعاون في أوروبا (OSCE) من المسح أظهر عام 2004 أن البولنديين عملت معظم ساعات في الأسبوع الثاني من أي جنسية في جميع أنحاء العالم.
بولندا لا تزال واحدة من أكثر البلدان سلمية في العالم. [169]

### الموسيقى
فنانين من بولندا، بما في ذلك ملحنين الشهيرة مثل شوبان أو Penderecki والتقليدية والموسيقيين الشعبية إقليمي، وخلق مشهد الموسيقى الحية والمتنوعة، التي تعترف بها حتى أنواع الموسيقى الخاصة، مثل śpiewana poezja وديسكو البولو. اعتبارا من عام 2006، وبولندا هي واحدة من البلدان القليلة في أوروبا حيث الروك والهيب هوب تهيمن على موسيقى البوب، في حين يتم تشجيع جميع أنواع أنواع الموسيقى البديلة. [بحاجة لمصدر]
يمكن تتبع أصول الموسيقى البولندي بقدر ما يعود إلى القرن 13th. تم العثور على المخطوطات في ستاري Sącz، التي تحتوي على مكونات متعددة الألحان المتعلقة الباريسية مدرسة نوتردام. المؤلفات المبكرة الأخرى، مثل لحن Bogurodzica ومستنقع SIE rodzi (أ رقصة بطيئة بولندية تتويج لملوك البولندية من قبل الملحن غير معروف)، التاريخ أيضا قد يعود إلى هذه الفترة، ولكن، الملحن المعروف ملحوظ أولا، ميكولاج ض Radomia، ولدت وعاش في القرن 15. خلال القرن 16th، مجموعتين الموسيقية الرئيسية - كلاهما مقره في كراكوف والانتماء للملك ورئيس أساقفة فافل - أدت إلى التطور السريع للموسيقى البولندي. الملحنين كتابة خلال هذه الفترة تشمل Wacław ض Szamotuł، ميكولاج Zieleński، وميكولاج Gomółka. ديوميديس كاتو، وهو الإيطالية الأم المولد الذي عاش في كراكوف من حوالي سن الخامسة، أصبحت واحدة من lutenists الأكثر شهرة في محكمة سيغيسموند الثالث، ويتم استيراد سوى بعض من الأساليب الموسيقية من جنوب أوروبا، ولكن المخلوطة لهم الموسيقى الشعبية الأم. [170]
في نهاية القرن 18th، تطورت الموسيقى الكلاسيكية البولندي إلى أشكال الوطنية مثل رقصة بطيئة بولندية. في القرن 19th كانت الملحنين الأكثر شعبية: جزف إيلسنر وتلاميذه Fryderyk شوبان واللاعب Ignacy Dobrzyński. كانت الملحنين الأوبرا هاما من عصر كارول Kurpiński وستنيسو Moniuszko في حين أن قائمة العازفون المنفردون الشهير والملحنين وشملت هنريك Wieniawski، Juliusz Zarębski. في مطلع القرنين 19 و 20 قد الملحنين البارزين قال انه كان اديسواف Zeleński واللاعب Mieczysław Karłowicz، مع كارول Szymanowski تكتسب أهمية قبل الحرب العالمية الثانية. الكسندر Tansman عاش في باريس ولكن كانت له صلات قوية مع بولندا. فيتولد Lutosławski، هنريك Górecki، وكرزيستوف Penderecki تتألف في بولندا وهاجر أندريه Panufnik.
زارها الموسيقى الشعبية التقليدية البولندية تأثير كبير على أعمال الكثير من الملحنين البولندية المعروفة، وليس أكثر من ذلك على Fryderyk شوبان، بطلا قوميا المعترف بها على نطاق واسع من الفنون. كل أعمال شوبان تنطوي على البيانو ويطالبون من الناحية الفنية، مؤكدا الوضوح والعمق التعبيري. وملحن كبير، اخترع شوبان الموسيقية على شكل يعرف باسم قصيدة ذات ثلاث مقاطع مفيدة وجعل الابتكارات الرئيسية للسوناتا البيانو، المازوركا، الفالس، الموسيقى الهادئة، رقصة بطيئة بولندية، القطعة الموسيقية، مرتجلة وتمهيدا، كما انه كان الملحن عدد من polonaises التي اقترضت بشكل كبير من الموسيقى الشعبية التقليدية البولندية. هو إلى حد كبير بفضل له ان هذه القطع اكتسبت شعبية كبيرة في جميع أنحاء أوروبا خلال القرن 19th. في أيامنا هذه الموسيقى الشعبية الأكثر تميزا يمكن سماع في البلدات والقرى الجبلية في الجنوب، خاصة في المنطقة المحيطة منتجع الشتاء من زاكوباني.
بولندا اليوم لديها ساحة موسيقية نشطة للغاية، منها أنواع موسيقى الجاز وموسيقي الميتال اللذان لهما شعبية واسعة خاصةََ بين جماهير الموسيقي المعاصرة. موسيقيي الجاز البولندي كرزيستوف مثل Komeda، خلق أسلوب فريد من نوعه، والذي كان الأكثر شهرة في 1960s و 1970s، ولا تزال شعبية لهذا اليوم. منذ سقوط الشيوعية، أصبحت بولندا مكانا رئيسيا لمهرجانات الموسيقى على نطاق واسع، وأهمها هي Open'er مهرجان، مهرجان أوبول ومهرجان سوبوت.

### الفنون البصرية
الفنون البولندية قد تعكس دائما التوجهات الأوروبية مع الحفاظ على طابعها الفريد. أنتجت مدرسة كراكوف من اللوحة التأريخية التي وضعتها يناير Matejko تصوير ضخمة من الجمارك والأحداث الهامة في التاريخ البولندي. كان ستنيسو Witkiewicz من المؤيدين المتحمسين من الواقعية في الفن البولندي، ممثلها الرئيسي هو جوزيف Chełmoński. شهدت حركة Młoda والتليفزيون (يونغ بولندا) ولادة الفن البولندي المعاصر، واشتبكت في قدر كبير من التجريب رسمي بقيادة جاسيك Malczewski (رمزية)، ستنيسو Wyspiański، جزف Mehoffer، ومجموعة من البولندية الانطباعيين. فناني القرن العشرين الطلائع تمثل مختلف المدارس والاتجاهات. تأثر فن تاديوس Makowski من التكعيبية. في حين عملت اديسواف Strzemiński وهنريك Stażewski داخل لغة البنائية. تشمل الفنانين حاليا المعاصر الرومانية Opałka، ليون Tarasewicz، جيرزي Nowosielski، فويتشخ Siudmak، اللاعب Mirosław بالكا، وكاتارزينا Kozyra وزبيغنيو Wąsiel في جيل الشباب. تشمل النحاتين البولندي الأكثر شهرة Xawery Dunikowski، كاتارزينا Kobro، ألينا Szapocznikow وماغدالينا Abakanowicz. منذ سنوات ما بين الحربين، والفن البولندي والتصوير الوثائقي تتمتع باعتراف عالمي. في الستينات تم تشكيل مدرسة البولندي المشارك، مع هنريك أوقعت وفالديمار Świerzy في رأسه. [158] أفضل مدارس الفنون الجميلة في بولندا هي يناير Matejko أكاديمية الفنون الجميلة، كلية كراكو للفنون وتصميم الأزياء، وأكاديمية الفنون الجميلة في وارسو، أكاديمية الفنون من شتشيتسين، جامعة الفنون الجميلة في بوزنان ويوجينيوس Geppert أكاديمية الفنون الجميلة.

### وسائل الإعلام
وضعت بولندا حرية الصحافة منذ سقوط الشيوعية، وهو النظام الذي كان بكثافة وسائل الإعلام التي تسيطر عليها سياسيا ورقابة. ومع ذلك، التلفزيون والإذاعة العامة لا تزال تخضع لرقابة الحكومة، ويمارس هذا من خلال وكالة تسمى Krajowa رادا Radiofonii ط Telewizji (الإذاعة الوطنية والتلفزيون جنة)، الذي يشبه إلى اللجان التنظيمية التلفزيون في الدول المتقدمة الأخرى.
بولندا لديها عدد من وسائل الإعلام الرئيسية، أهمها هي القنوات التلفزيونية الوطنية. TVP هو هيئة الإذاعة العامة في بولندا. نحو ثلث دخلها يأتي من رخصة البث الاستقبال، في حين يتم إجراء بقية الإيرادات من خلال الإعلانات التجارية والرعايات. التلفزيون الرسمي يعمل قناتين السائدة، TVP 1 و 2 TVP، فضلا عن البرامج الإقليمية (TVP معلومات) لكل 16 voivodeships في البلاد. بالإضافة إلى هذه القنوات العامة، TVP تدير عددا من البرامج النوع محددة مثل TVP الرياضة، TVP هيستوريا، TVP كولتورا، TVP Seriale والتلفزيون بولونيا، وهذه الأخيرة هي قناة المملوكة للدولة مخصصة لنقل التلفزيوني اللغة البولندية ل الشتات البولندي في الخارج.
بولندا لديها عدد من القنوات الإخبارية بث دوليا وعلى مدار 24 ساعة، أهمها هي بولسات أخبار، TVN 24. هناك عدد من وسائل تلفزيونية خاصة الكبرى مثل بولسات وشبكة TVN.
بولندا لديها صناعة الأخبار المطبوعة درجة عالية من التطور، مع الصحف اليومية مثل غازيتا فيبورتشا (الجريدة الانتخابية)، رزيكزبوسبوليتا (جمهورية) وغازيتا بولسكا Codziennie توفير أكثر تقليدية، وحفز فكريا التقارير والصحف مثل توفير Fakt الكتابة أكثر المثيرة التي هي أقل الحالي الشؤون الموجه. رزيكزبوسبوليتا هي واحدة من أقدم المطبوعات في البلاد لا يزال يعمل حتى اليوم، التي تأسست في عام 1920، أصبح معقلا نصير التقارير البولندي، وفي عام 2006 حصل على الجائزة المرموقة لكونها، جنبا إلى جنب مع الجارديان (صحيفة البريطانية)، أفضل صحيفة مصممة في العالم. [172]
في الصحف الأسبوعية الأكثر شعبية هي Tygodnik الأنجورا، Gość Niedzielny، غازيتا بولسكا، W SIECI، هل Rzeczy، نيوزويك بولسكا.

### الأدب
خلال العصور الوسطى، كتب معظم الكتاب والعلماء البولندية (على سبيل المثال، يناير دلوجوسز) باللغة اللاتينية فقط، اللغة المشتركة التي كانت تكتب بها الرسائل الأوروبية.
كسر هذا التقليدَ يان كوشانوفسكي، الذي أصبح أول كاتب يكتب معظم أعماله باللغة البولندية.
وشملت خصوصا المؤلفين البارزين في القرنين التاسع عشر- والقرن العشرين وهم: آدم ميكيفيتش، هنريك سينكيفيتش، بوليسلاف بروس، فواديسواف ريمونت، فيتولد غومبروفيتش وتشيسلاف ميلوش.
فاز جوزيف كونراد (1857-1924)، ابن كاتب مسرحي والشاعر البولندي أبولو كورزينيويسكي، والشهرة في جميع أنحاء العالم مع الروايات باللغة الإنجليزية والقصص التي يتم اطلاع مع عناصر الخبرة الوطنية البولندية. وقد فاز اثنين من كتاب النثر البولنديين بجائزة نوبل في الأدب: سينكيفيتش وريمونت
| ميكولاج ريج (1505-1569) | إغناسي كراشيتسكي (1735–1801) | آدم ميتسكيفيتش (1798–1855) | هنريك سينكيفيتش (1846–1916) | بوليسلاف بروس (1847–1912) | فواديسواف ريمونت (1865–1925) | تشيسلاف ميلوش (1911–2004) | ویسواوا شیمبورسکا (1923-2012) |
| ----------------------- | ---------------------------- | -------------------------- | --------------------------- | ------------------------- | ---------------------------- | ------------------------- | ----------------------------- |
|                         |                              |                            |                             |                           |                              |                           |                               |

بولندا لديها تاريخ طويل ومتميز من إنتاج الشعراء من الطراز العالمي. ومن بين أشهرها هي «ثلاثة الشعراء» ("wieszcze trzej") - شعراء الوطنية الثلاث من الأدب الرومانسي البولندي: ميكيويتش، كرازينسكي وSłowacki. كلمة البولندية يعني "wieszcz" «نبي» أو «كاهن» - وهو مصطلح المناسب للالرؤى الثلاث، الذين أعربوا عن المشاعر ليس فقط للأمة البولندية لكنه توقع مستقبلها. تمت زيارتها بولندا اثنين الشعراء الحائز على جائزة نوبل: اللاعب Czesław ميلوش ويسلاوا سزيمبروسكا

### العمارة

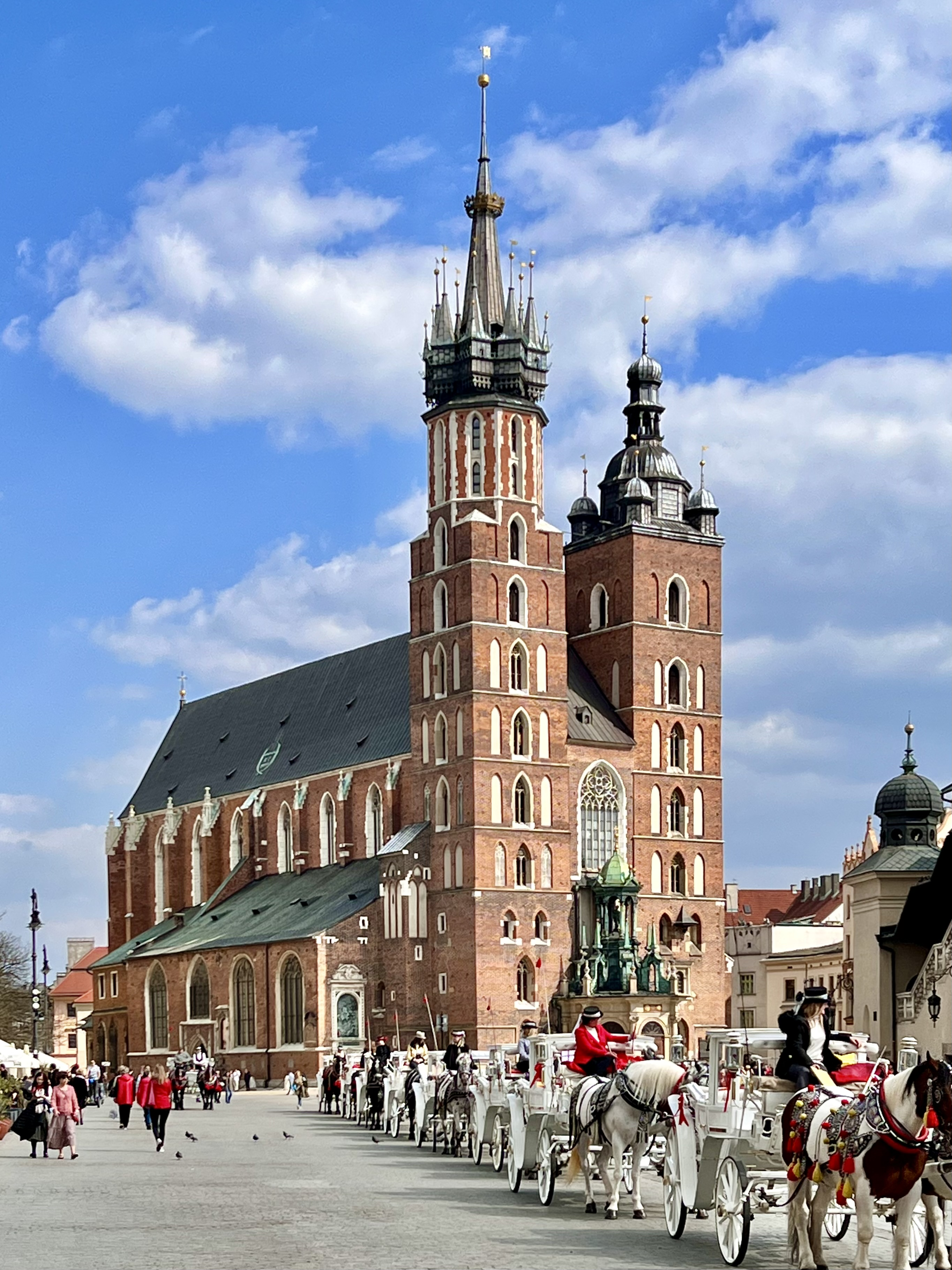
القوطية سانت كنيسة ماري في ساحة السوق الرئيسية في كركو

المدن والبلدات البولندية تعكس الطيف كله من الأساليب الأوروبية. ويمثل العمارة الرومانية من قبل القديس أندرو الكنيسة، كراكوف، بولندا ومميزة لبنة القوطية من كنيسة سانت ماري، غدانسك. السندرات مزينة والمقطع المقنطرة هي العناصر المشتركة من العمارة البولندية عصر النهضة، كما في قاعة المدينة في بوزنان. لبعض الوقت النهضة في وقت متأخر، ما يسمى تأنق، وعلى الأخص في قصر المطران في كيلسي، تتعايش مع الباروك في وقت مبكر كما هو الحال في كنيسة SS. بطرس وبولس في كراكوف.
لم يكن التاريخ رحيما الآثار المعمارية في بولندا. ومع ذلك، فإن عددا من المباني القديمة ونجت: القلاع والكنائس والمباني الفخمة، وغالبا ما فريدة من نوعها في السياق الإقليمي أو الأوروبي. بعضها قد تم ترميمه بشق الأنفس، مثل قلعة فافل، أو مجددة بالكامل بعد أن دمرت في الحرب العالمية الثانية، بما في ذلك البلدة القديمة والقلعة الملكية في وارسو وغدانسك المدينة القديمة.

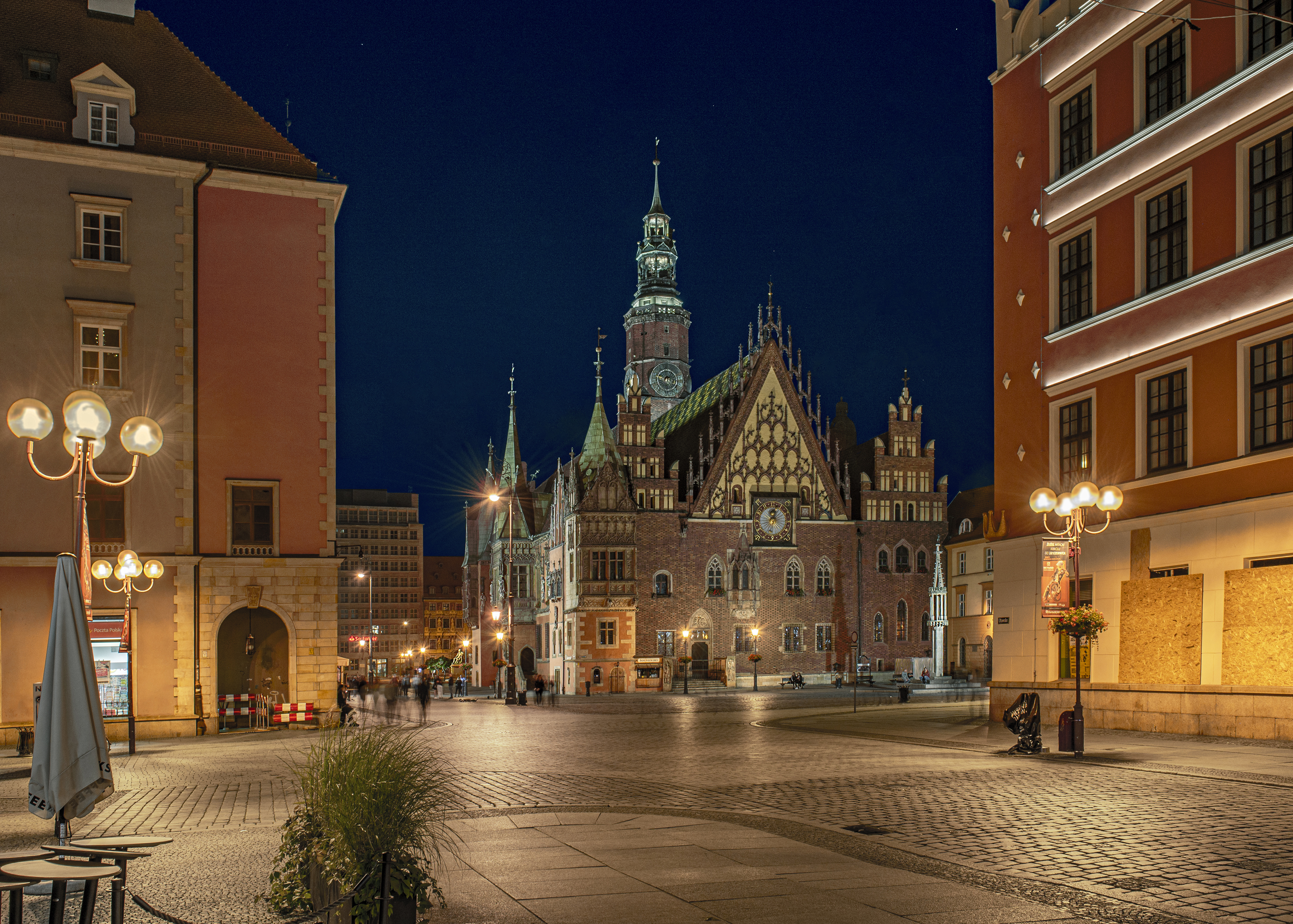
القوطية فروتسواف تاون هول

العمارة غدانسك هي في معظمها من مجموعة متنوعة الهانزية، على الطراز القوطي المشترك بين المدن التداول السابقة على طول بحر البلطيق وفي الجزء الشمالي من أوروبا الوسطى. النمط المعماري للفروتسواف هو ممثل أساسا من العمارة الألمانية، نظرا لأنه كان لقرون تقع داخل الولايات الألمانية. مركز كازيميرز دولني على فيستولا هو مثال جيد للمدينة من القرون الوسطى المحفوظة جيدا. العاصمة البولندية القديمة، كراكوف، يصنف من بين أفضل حفظا القوطية وعصر النهضة المجمعات الحضرية في أوروبا. وفي الوقت نفسه، إرث Kresy Marchlands من المناطق بولندا الشرقية، حيث تم الاعتراف Wilno وLwów (الآن فيلنيوس ولفيف) عن اثنين من المراكز الرئيسية للفنون، لعبت دورا خاصا في تطوير الهندسة المعمارية البولندية، مع بنية الكنيسة الكاثوليكية الخاصة المستحقين الملاحظة.
يتم وضع علامة على النصف الثاني من القرن 17th من العمارة الباروكية. أبراج الجانب، مرئية في قصر Branicki في بياليستوك هي نموذجية للالباروك البولندي. ويمثل الباروك الكلاسيكية سيليزيا من جامعة في فروكلاف. الأوسمة وافر من Branicki قصر في وارسو هي سمة من نمط الروكوكو. كان مركز الكلاسيكية البولندية وارسو تحت حكم ملك من الماضي البولندي ستانيسلاف أغسطس بونياتوفسكي. قصر على الماء هو أبرز مثال للعمارة الكلاسيكية الجديدة البولندية. قلعة لوبلان يمثل إحياء الطراز القوطي في الهندسة المعمارية، في حين أن عزرايل Poznański قصر في لودز هو مثال على الانتقائية.

### المطبخ

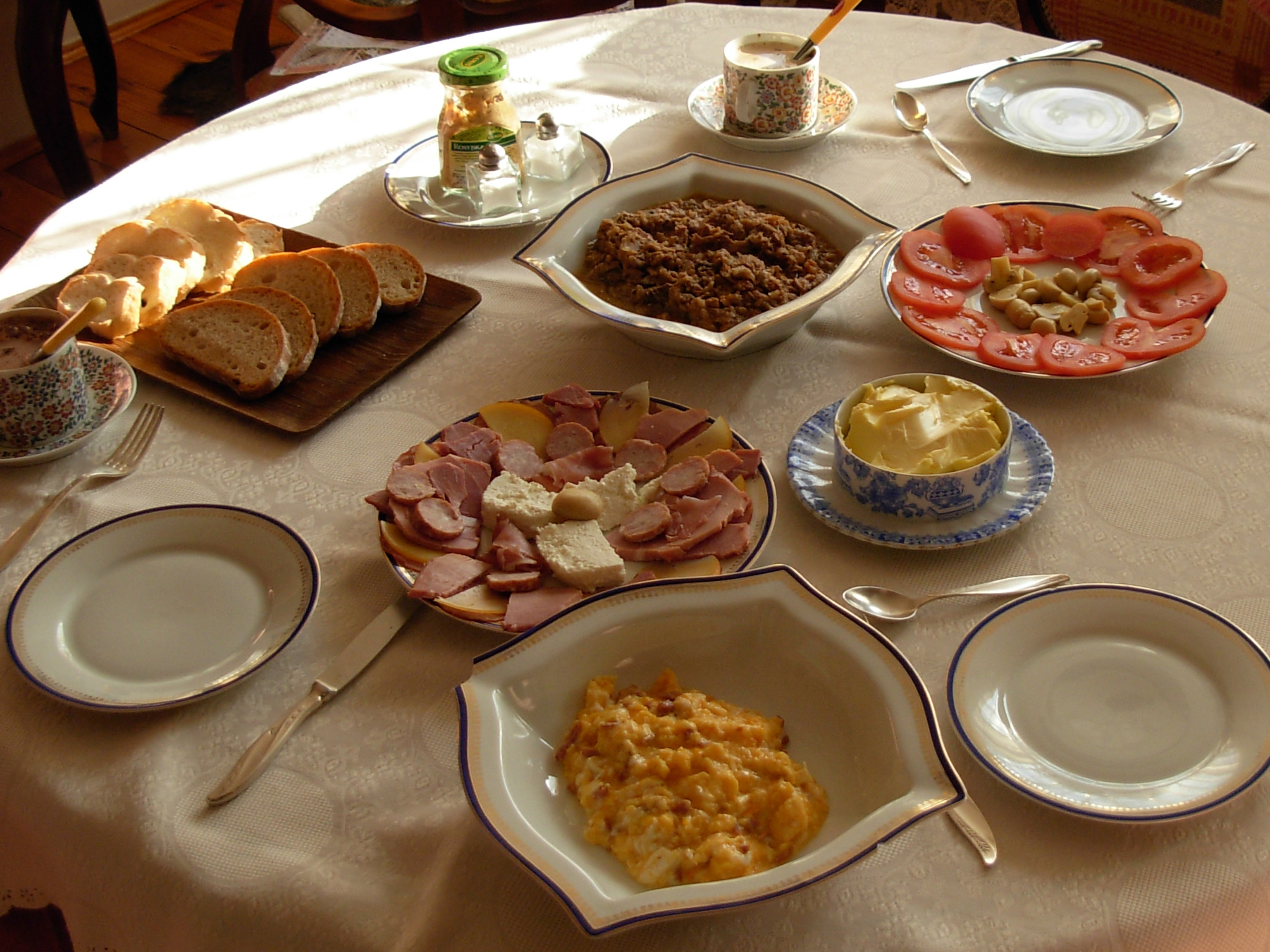
الإفطار البولندية عيد الميلاد

وقد تطور المطبخ البولندي على مر القرون لتصبح انتقائي للغاية نظرا لتاريخ بولندا. سهم البولندية المطبخ العديد من أوجه التشابه مع المأكولات الأوروبية الوسطى الأخرى، وخاصة الألمانية، النمساوية والمأكولات الهنغارية، وكذلك البيلاروسية والأوكرانية والروسية، تقاليد الطهي الفرنسية والإيطالية اليهودية. ومن غنية في اللحوم، خاصة لحم الخنزير والدجاج ولحم البقر (اعتمادا على المنطقة) والشتاء الخضار (الملفوف في طبق بيجس)، والتوابل. كما أنه مميز في استخدامها لأنواع مختلفة من المعكرونة وأبرزها هي kluski وكذلك الحبوب مثل كاشا (من الكلمة البولندي kasza). وعموما، مطبخ البولندي القلبية ويستخدم الكثير من القشدة والبيض. وغالبا ما الأطباق التقليدية تطالب قيد الإعداد. العديد من البولنديين يسمحوا لأنفسهم كمية سخية من الوقت للعمل والتمتع بوجبات الطعام الاحتفالية، خصوصا عشية عيد الميلاد عشاء (Wigilia) أو فطور عيد الفصح الذي قد يستغرق عدة أيام للتحضير في مجملها.

### الرياضة

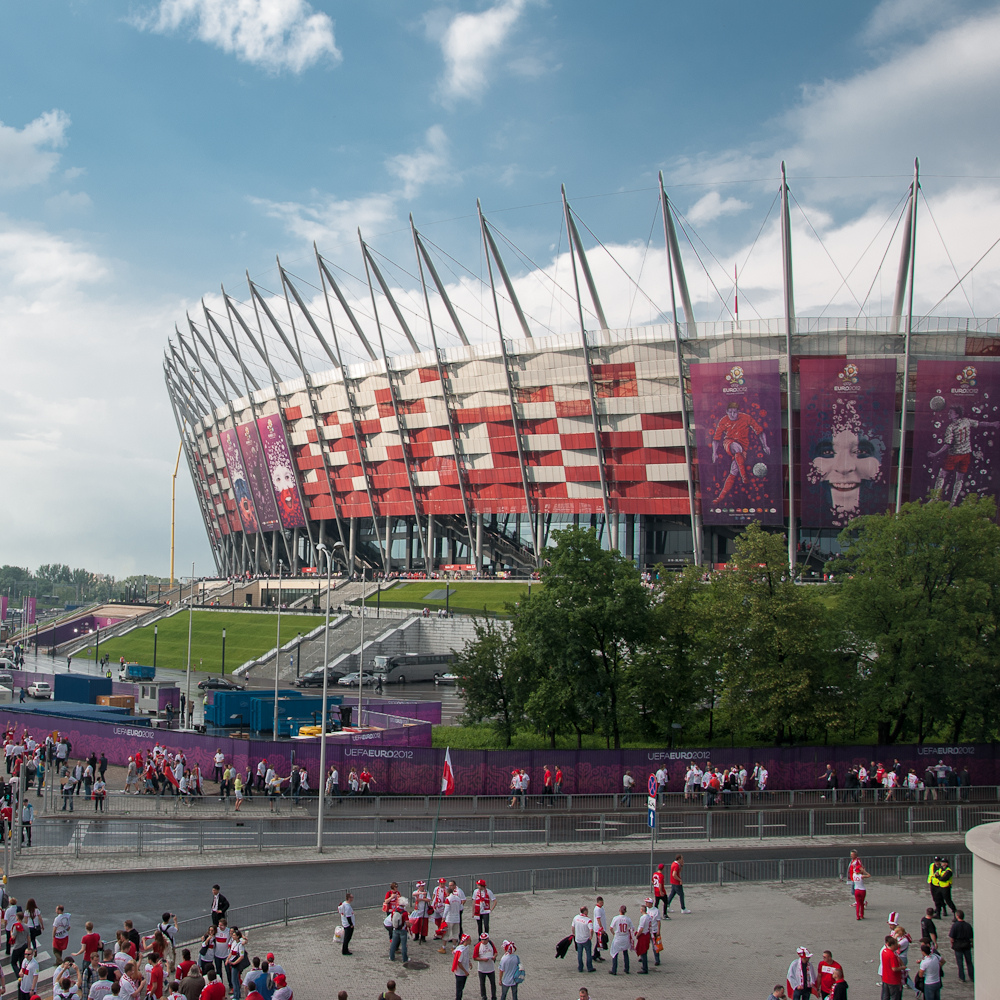
في الاستاد الوطني في وارسو - منزل فريق كرة القدم الوطني البولندي واحد من الملاعب المضيفة من يورو 2012

كرة القدم (كرة القدم) هي الرياضة الأكثر شعبية في البلاد، مع تاريخ غني من المنافسة الدولية. سباقات المضمار والميدان وكرة السلة والكرة الطائرة وكرة اليد والملاكمة ومجلس العمل المتحد، سباق الدراجات النارية، والقفز للتزلج، التزلج، الجليد الهوكي والتنس والمبارزة والسباحة ورفع الأثقال هي الرياضة الشعبية الأخرى.
وقع عصر الذهبي لكرة القدم في بولندا في جميع أنحاء 1970، واستمرت حتى أوائل 1980 عندما حقق المنتخب البولندي لكرة القدم أفضل النتائج في أي منافسات كأس العالم لكرة القدم ينهي 3rd مكان في ال 1974 و 1982 طبعات. فاز الفريق بالميدالية الذهبية في كرة القدم في دورة الألعاب الأولمبية الصيفية عام 1972 وفاز أيضا ميداليتين فضية في 1976 و 1992. بولندا، جنبا إلى جنب مع أوكرانيا، استضافت بطولة كأس الأمم الأوروبية لكرة القدم في 2012.
واحتل المنتخب الوطني للكرة الطائرة للرجال البولندي 4 في العالم ويأتي في المرتبة فريق الكرة الطائرة للسيدات 15. ماريوس Pudzianowski هو منافس الأشداء نجاحا كبيرا وحصل على المزيد من الألقاب أقوى رجل في العالم من أي منافس آخر في العالم، والفوز في الحدث في عام 2008 للمرة الخامسة. أول سائق فورمولا واحد البولندي روبرت كوبيكا، وأدى الوعي سباقات الفورمولا واحد إلى بولندا. حققت بولندا علامة مميزة في سباق الدراجات النارية سباق الدراجات النارية بفضل توماس Gollob، متسابق البولندي ناجحة للغاية. فريق سباق الدراجات النارية الوطني لبولندا هو واحد من المنتخبات الكبيرة في سباق الدراجات النارية الدولي وناجحا جدا في مختلف المسابقات.
أقطاب لدينا إنجازات كبيرة في تسلق الجبال، ولا سيما في جبال الهيمالايا، وخاصة في فصل الشتاء جمع ثمانية thousander.
المتسلقين البولندي جيرزي هم الأكثر شهرة Kukuczka، كرزيستوف Wielicki، بيوتر Pustelnik، أندريه Zawada، ماسيج Berbeka، ارتور Hajzer، أندريه Czok، ماسيج Pawlikowski، ريزارد Gajewski، فويتشخ Kurtyka واندا روتكيويكز، كينغا Baranowska.
الجبال البولندية هي المكان المثالي للتنزه، والتسلق والتزلج وركوب الدراجات الجبلية وتجذب الملايين من السياح كل عام من جميع أنحاء العالم. شواطئ البلطيق والمنتجعات والمواقع شعبية لصيد الأسماك، والتجديف، والتجديف ومجموعة واسعة من الرياضات الأخرى، تحت عنوان المياه.

## التعليم

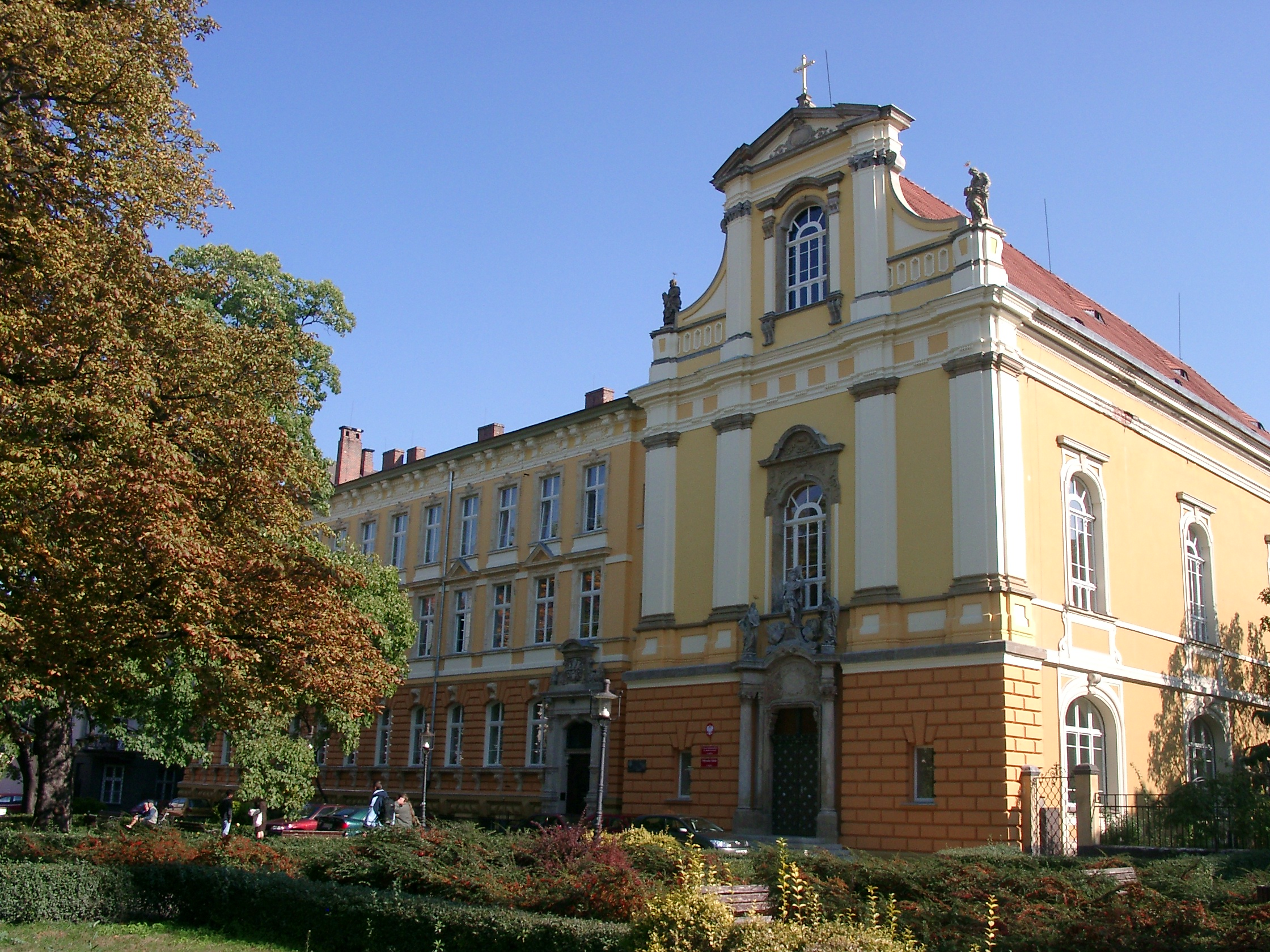
Liceum Ogólnokształcące لا. 1 في يجنيكا

التعليم المدرسي يبدأ من سن السادسة أو السابعة في المدرسة الابتدائية (Szkoła podstawowa) وينتهي في المدرسة الثانوية (Liceum)، مروراً بالمدرسة الإعدادية (Gimnazjum). هناك عدة شهادات جامعية أهمها البكالوريوس (licencjat) ولاحقاً الماجستير (magister) والدكتوراة (doktor).
البولنديون هم واحد من أفضل المجتمعات تعليماً في أوروبا في بولندا 126 جامعة وطنية من بينها 17 جامعة عامة و22 جامعة تقنية (البوليتيكنيك والأكاديميا التقنية). وكذلك 301 جامعة خاصة. ويعمل فيها أكثر من 100 ألف عالم نصفهم من حملة شهادة الدكتوراه.
مليونان من الشباب مما يعني حوالي نصف الشباب هم في عمر التعليم العالي (بين 19 و24 عاما)، ينكبّون على الجامعات حيث بلغت نسبة عدد الطلاب ما بين 19 و24 عاما مستوى %48 بالمقارنة مع الشباب عموما في هذا العمر وهذه النسبة في ازدياد مستمر. وقد تخرج من الجامعات 360 ألف طالب في عام 2003 و384 ألف في العام التالي 2004.

## التصنيفات الدولية
فيما يلي روابط لتصنيفات دولية من بولندا من معاهد البحوث والمؤسسات بما في ذلك اختيار الناتج الاقتصادي ومؤشرات مركبة مختلفة.
| مؤشر                                                 | الترتيب | تاريخ البلدان |
| ---------------------------------------------------- | ------- | ------------- |
| فهرس مدركات الفساد 2013                              | 38      | 177           |
| فهرس مدركات الفساد 2013                              | 877     |               |
| منظمة التعاون والتنمية وقت العمل 2012 [89]           | 5       | 34            |
| مؤشر الحرية الاقتصادية 2014                          | 50      | 165           |
| مؤشر العولمة 2013                                    | 26      | 176           |
| مؤشر السلام العالمي 2014                             | 23      | 162           |
| الخصوصية الدولية سنوي الترتيب الخصوصية للبلدان، 2007 | 19      | 45            |
| مراسلون بلا حدود مؤشر حرية الصحافة 2014              | 19      | 180           |
| صندوق الأمم المتحدة للطفولة للطفولة                  | 14      | 21            |
| مؤشر الجاهزية الشبكية 2013 [90]                      | 49      | 142           |
| ضياء إنتاج سيارات 2012                               | 22nd    | 50            |
| مؤشر ليجاتوم الرخاء 2013                             | 34      | 142           |
| مؤشر إتقان اللغة الإنجليزية 2013                     | 8       | 60            |
| البرنامج الدولي لتقييم الطلبة 2012 (الرياضيات)       | 13      | 65            |
| البرنامج الدولي لتقييم الطلبة 2013 (العلوم)          | 8       | 65            |
| البرنامج الدولي لتقييم الطلبة 2013 (القراءة)         | 9       | 65            |

## وصلات خارجية
- موقع حكومي عن بولندا
- موقع سياحي عن بولندا
- موقع الحكومة
- موقع سياحي عن بولندا